# 渡る世間は鬼ばかりの登場人物
渡る世間は鬼ばかりの登場人物（わたるせけんはおにばかりのとうじょうじんぶつ）では、TBS系列のテレビドラマ「渡る世間は鬼ばかり」に登場する架空の人物を紹介する。
×は故人

## 岡倉家
×岡倉 大吉（おかくら だいきち）
演 - 藤岡琢也 ×（第1 - 第7シリーズ） → 宇津井健×（第8シリーズ - 2013年スペシャル）
節子の夫。会社員を辞めて板前へと転身し、お食事処「おかくら」の主人となる。5人の娘の父。生年月日は1928年6月20日。

×岡倉 節子（おかくら せつこ）
演 - 山岡久乃×
本作の主人公。大吉の妻で5人の娘の母。1933年9月生まれ。旧姓は不明。ものごとをはっきりと言う、かなり厳しい性格である。

野田 弥生（のだ やよい）
演 - 長山藍子
大吉・節子夫婦の長女。1955年3月27日生まれ。のんびりとした優しい性格であるが強さと頑固さも持っている。結婚後は子育てに追われていたが生きがいを求めて仕事をするようになる。

小島 五月（こじま さつき）
演 - 泉ピン子
本作の準主人公。大吉・節子夫婦の次女。1957年5月29日生まれ。勝ち気だが優しく我慢強い性格である。姉妹の中でただ一人勉強が苦手。中華料理屋で働く。

高橋 文子（たかはし ふみこ）
演 - 中田喜子
大吉・節子夫婦の三女。1961年7月18日生まれ。夫の亨とは3度結婚し3度離婚している。旅行代理店「FTトラベル」を経営。

大原 葉子（おおはら ようこ）
演 - 野村真美
大吉・節子夫婦の四女。1967年8月11日生まれ。姉妹の中で最も男性遍歴が多く3度の婚約と2度の離婚をしている。唯一の不倫経験者。珠子に一番かわいがられている。

本間 長子（ほんま ながこ）
演 - 藤田朋子
大吉・節子夫婦の五女。1969年9月15日生まれ。末娘らしい、ちゃっかりとした甘えん坊の性格である。おかくらに同居した期間が姉妹の中で最も長い。

## 岡倉夫婦の周辺の人々

### 親族
森山 珠子（もりやま たまこ）
演 - 森光子×（特別出演）
各シリーズで1、2回は登場（第1シリーズは4回出演）。大吉の姉で5人の娘の伯母。ハワイ在住。1926年8月生まれ。大吉とは2歳年が離れている。
両親を若くして亡くし、珠子が働いて大吉を大学まで出した。その恩義で大吉は今でも珠子に頭が上がらない。その後、大吉には節子という妻（節子を紹介したのは珠子である）をむかえ、自分は肺結核を患った男性とともに結婚してハワイに移住。子供はいない。しかし、夫は莫大な遺産を残して肺結核で他界し、悠々自適の暮らしをしている。ハワイの日本人会の婦人部の代表をしている。5人の姪の中では、特に葉子を一番可愛がっており、大吉・節子に葉子を養女に欲しいといつも口にする。このことでは、節子と揉めることも少なくない。葉子をハワイの大学に入学させたり、第1シリーズでは、節子と同居し肩身の狭い思いをしていた葉子の前夫、竹原洋次を不憫に思った葉子が珠子に頼み、葉子と洋次をハワイに呼ぶ場面もあり、いつも葉子の心強い存在である。ただ帰国するたびに、騒動を持ち込んでくるので大吉たちは不安も抱く。それでも大吉や節子、5人姉妹の一番の味方である。いつも大吉・節子夫婦にハワイに来て欲しいと口癖のように言う。
なお、大吉とは異なり、珠子は最後まで公式サイト内では存命中となっていた。
立花 ワカ（たちばな ワカ）
演 - 杉村春子×（特別出演）
第1シリーズ第20話、第21話に登場。節子の叔母（節子の母の妹）。大吉が家族に無断で会社を辞めて、小料理屋「おたふく」で働いていることを知り、怒った節子が家出してきた際にワカのもとを訪れる。ワカはしばらく自身が営む呉服店で働いてみないかと提案する。女性が外で働いていくことの厳しさを節子に教える。ワカのところに五月が現れ、節子が家へ帰るように説得してほしいとワカに言うと、夫婦の問題は本人同士にしかわからないから、見守るしかないとアドバイスをする。5人姉妹のなかでは、唯一五月と絡む。第21話では大吉とも楽しそうに談笑している。

### 「おかくら」の従業員

#### 2019年時点
青山 タキ
演 - 野村昭子×
第4シリーズから登場。節子の親友で、葉子の2度目の婚約者である久光の母。1933年生まれ。愛称は「タキさん」。
節子とは「おかくら」に客として来たときに、子供の話をしているうちに意気投合して親友になり、ニューヨーク旅行に行く節子に代わって「おかくら」の手伝いを始める。
節子の病死後はその後任として「おかくら」の2代目女将を務める（調理師免許も取得）。「差し出がましいようですが」と言いながら、店の経理事務や、5人姉妹（おもに長子関連）への忠告・批判・援助を節子に代わって行う。
建設会社を経営していた資産家の夫が残した遺産が相当あるらしく、「おかくら」の近所のマンションで何不自由もなく気ままに一人暮らしをしている。そのため、年中無休の「おかくら」に早朝から深夜まで詰め、大吉の世話や、長子親子の3人が同居していた際には3人の世話もすべて行う。家族はいるが、3人の息子を含めてすべて交際を絶っている。息子達には夫婦二人で築き上げた資産を一切贈与したくない為に相続をせずに秘密で都心の一等地に所有していた300坪もの邸宅を売却して行方をくらましてきたと第4シリーズ51話内で語っている。
登場当初は節子の死の直後であり、大吉と勉には客として面識があったが姉妹たちは暫くおかくらへは訪れていなかったためにタキの存在を知らず、節子には友達はいないと思っていたため最初はおかくらの財産目当てで入り込んできたのではないかと疎まれ、特に弥生や葉子からは毛嫌いされていた。弥生のへそくり50万円を文子が無断拝借した際に、弥生がタキを疑ったが手持ちの50万円を出して来て、疑ってもらわれても構わないと弥生に啖呵を切った。その後は弥生の娘あかりの嫁ぎ先に3000万円の投資をしたこと、五月には小姑の邦子が高級ホテルで散財した宿泊費50万円を急遽用立てる為におかくらへ駆けつけたときには理由も聞かずに貸し、文子には節子のスーツケースの中にタキ宛のお土産の高価な指輪と心のこもった手紙があったこと、葉子とは息子で恋人の久光を通して、長子にはかいがいしく世話を焼いたことで彼女の人柄がわかると姉妹たちに徐々に理解されていく。珠子には大吉が古希の誕生日をタキだけが覚えていたり、細やかな気配りができたり葉子と久光との結婚を破談させたことなどが気に入られて信頼も勝ち取り、度々タキが「おかくら」を暇を貰って休んだりするとたちまちあたふたして回らなくなりおかくらにはなくてはならない存在となる。
森山 壮太（もりやま そうた）
演 - 長谷川純
第5シリーズ第45話から登場。眞が初めて高校で話した同級生。正造の一人息子。のちにまひるの夫。「おかくら」の見習い板前から、3代目板前となる。愛称は「壮ちゃん」。公園で同級生からいじめられていたところを加津が助けたことと加津と似た境遇にいたことで親しくなる。幸楽の出前を支払いしないままの客で眞の友人だということが分かり、第6シリーズ第3話より紹介で「おかくら」で働く。母を亡くして、別の女性と再婚した父親と不仲にあり、父親が高校復学を要求し、何度も迎えに来るがはっきりと断り、そのたびに「おかくら」で揉めるので、一時期河岸で知り合った天ぷら屋「天龍」で働いた事もあるが眞と加津の説得でおかくらに戻る。その後「おかくら」にしばらく落ち着くが、第8シリーズ第41話で、再婚相手の死が原因で父親が自殺未遂をして半身が不自由になったので、「おかくら」を無断で辞めてアパートを借りてホストクラブで働きながら父親の面倒をみる。ホストとしての人気は高く、客に100万円の腕時計を貢いでもらうホームパーティーに呼ばれるなどして、先輩ホストたちの恨みを買う。その貢ぎ物も父との生活のために質屋に入れるが、父はこのような稼ぎ方を嫌い、社会復帰をした父と同様に「おかくら」に頭を下げ、「おかくら」へ戻り、京都の料亭を継いだ勉に代わって大吉を助ける。
最終シリーズでは父のリハビリをした経験を活かし、脳梗塞で体が不自由になった大井道隆のリハビリを行う。終盤で道隆の開発した技術が中国の企業との契約を結び、多額の契約金が入金され、別のマンションに引っ越すことになり、療法士によるリハビリをすることとなってからは、リハビリをすることはなくなる。眞と貴子の結婚を強く望み、道隆から二人の仲を取り持って欲しいと依頼を受けたときは、二人の結婚を成就させようと奔走する。しかし、自分一人では不可能と思い、まひるにも協力を依頼する。最終シリーズ終盤でまひるに好意を寄せられ、まひるのことは好きであるものの、周囲にはためらう。最終回で眞の結婚披露宴でまひるからプロポーズされ、最初は冗談と思っていたが、まひるから本当のプロポーズと知らされたとき、快諾する。
望や隆とも交友がある。
2012年では、マキが膵臓癌で余命3か月と宣告され、マキが健在のうちに結婚式を挙げることになり、2012年9月28日に有馬で兄夫婦と合同結婚式を挙げる。
本間 日向子
「本間家」を参照。
森山 まひる
「長谷部家」を参照。
藤川 昇
「藤川家」を参照。

#### 過去（おかくら）
小出 文平（こいで ぶんへい）
演 - 横田進
1995年末スペシャル・第3シリーズに登場。「おかくら」の最初の板前。愛称は「文ちゃん」。「おかくら」が山口商事のテナントビルに入っていたころから勤めだし、岡倉家を改装した店舗になったあとも働くが、1998年春ごろに父が病に倒れたため退職せざるをえなくなり、里に帰る。
宮部 →大川 勉（おおかわ つとむ）
演 - 山田雅人
第4 - 第8シリーズに登場。「おかくら」の2代目板前であり、文平の友人。咲子の兄。のちに比呂の夫となる。愛称は「ベンちゃん」。京都の料亭の長男でいずれは店を継ぐ予定だったのだが、「おかくら」で修行途中に妹が腕のよい板前と結婚し跡を継ぐことが決まり、このまま「おかくら」で働くことになる。最初は魚の近海ものと輸入もの区別もつかなかったが、真面目な性格と勤勉さで、次々に新作料理を生み出す。その後、2006年に幼馴染の大川比呂との縁談が決まり、彼女の実家の料亭「大川」の婿養子に入ることになったため、その年の7月いっぱいで寿退職し、年内に式を挙げ、大川姓になる。
小宮 怜子（こみや れいこ）
演 - 池内淳子×
第9シリーズ第6話 - 最終回に登場。「おかくら」で「焼酎のオンザロック」を飲み酔いつぶれて大吉に介抱される女性。息子が亡くなってからも自身の面倒を見ていた嫁が再婚することになり、結婚式の日に「おかくら」で酔い潰れる。その後、大吉が長子を常子の看病に行かせるために出した求人募集を見て、「おかくら」への勤務を志願する。長子は気に入らなかったが、昼間のみ働くことになる。長子が岡倉家を出てからは夜も働くことになる。大吉とはお互いに惹かれ合っていき、再婚の話も浮上する。弥生・文子・葉子・長子の4人は再婚に賛成するが、五月だけは母、節子のことを理由に反対する。第9シリーズ最終回で、海外で生活していた嫁夫婦が帰国し、嫁の誘いで同居することになったため、退職し大吉の前から姿を消す。国内大手不動産業を生前営んでいた社長夫人だったことがわかり、大吉の姉である珠子とは20年前、夫と一緒にハワイに行ったときに珠子が日本人会の婦人部代表をしていた縁でパーティーで会っていた。
野田 あかり
「おかくら」開店当初、アルバイトをする。詳細は「野田家」を参照。
本間 長子
「本間長子」を参照。

#### お食事処「おかくら」の従業員の家族と関係者
森山 正造（もりやま しょうぞう）
演 - 堀内正美
第6 - 第8シリーズ、最終シリーズ第11話に登場。壮太の父。気に食わないことがあると壮太をすぐ殴る。会社を倒産させ妻と離婚。警備会社で働くが体がもたず失業。アパートの家賃が払えなくなり壮太を弟に預け山奥のダムの管理人になる。その後大学時代の同期の伝手でガソリンスタンドの経理の仕事に就きおかくらで働いていた壮太を迎えに来る。その後会社社長の娘と再婚したことで壮太を引き取ろうとする。おかくらには壮太がタダ同然でこきつかっていると文句を言い勉強をさせて会社を継がせたいと迎えに来る。しかしその後妻に先立たれた上に会社も倒産させたことを悲観して自殺未遂を起こす。その後は脳梗塞で半身不随になるが壮太のリハビリのおかげで税理士の仕事をして歩けるまでに回復した。
大川 幸兵衛（おおかわ こうべえ）
演 - 森本健介
第8シリーズに登場。勉の婿入り先の料亭「大川」の主人。梅子の夫。
大川 梅子（おおかわ うめこ）
演 - 高田美和
第8シリーズに登場。料亭「大川」女将。幸兵衛の妻。第9シリーズでは、すでに故人になっている。
大川 比呂（おおかわ ひろ）
演 - 中江里香
第8シリーズに登場。幸兵衛・梅子の娘。勉の幼馴染であり、のちに妻となる。
宮部 咲子（みやべ さきこ）
演 - こだま愛
第8シリーズに登場。勉の妹。
畠山 智子（はたけやま ともこ）
演 - 二木てるみ
第7シリーズに登場。正造の再婚相手。第8シリーズ終盤で死亡する。

### その他の人々（岡倉夫婦周辺）
塚田 咲枝（つかだ さきえ）
演 - 三崎千恵子×
第1シリーズ第15話から第2シリーズ第40話まで登場。会社員時代の大吉行きつけの小料理屋「おたふく」女将。愛称は「お咲さん」。大吉が板前になりたいと言い出してからは一から指導する。しかし、大腿部を骨折して、息子の文太に説得され、店をたたむ。
塚田 文太（つかだ ぶんた）
演 - 長谷川哲夫×
第2シリーズ第40話に登場。咲枝の息子で、子供が2人いる。自身の借金返済のために母を説得し「おたふく」をたたませる。
並木 宗春（なみき むねはる）
演 - 坂上忍
第4シリーズ第36話・第37話に登場。珠子の顧問弁護士で、珠子と一緒に来日。珠子は宗春と葉子を結婚させるつもりだった。宗春もその気だったが、葉子の返事はノーで、その後、宗春は珠子とともにハワイに帰る。
ごはんや高木
演 - 野村信次
第9シリーズ第1話に登場。

## 長女・弥生の周辺の人々

### 野田家
野田 良（のだ りょう）
演 - 前田吟
弥生の夫、ハナの次男で、大阪に長兄がいる。あかり・武志の父。1950年生まれ。大阪生まれではあるが関西弁ではなく標準語で話す。京都大学卒業で一流会社のエリート社員として仕事に打ち込む会社人間で、家庭の問題は専業主婦である弥生の責任だと考えている。病気で倒れたハナを長兄夫婦が面倒を見ないことに腹を立てるが、次男の身で何も言えない自分に不甲斐なさを感じる。急な転勤を命じられたときは左遷と思い、落ち込む。福島のいわきで単身赴任生活を始め、最初は不安を感じるが次第に釣りに凝ったり、若い社員を招いて夕食をともにすることに楽しみを感じるようになる。本社に戻ってからはリストラ担当重役として、多くの同僚の首切りを行う。その後、自分も会社を辞めて（本人は「リストラ担当として自分自身をリストラした」と言う）元同僚らと食品配達会社「ごはんや」を設立するが、第8シリーズ第3話で「自分の役目は果たした」としてそこを辞め、庭師見習いになる。その後、家事を放棄した弥生にかわって、炊事・洗濯など野田家の家事全般をひとりでこなすが、2008年の春より長男、武志一家と同居を始めて以降、武志の妻、佐枝（のちに離婚）が家事全般を引き受ける。
シリーズ初期のころは文句ばかり言い、何事も弥生のせいにするが、単身赴任後は徐々に丸くなっていき、のちに理解のある、物分りのよい夫・父親となり、里親も引き受けるようになる。
野田 あかり（のだ あかり） / 秋葉 あかり（あきば あかり）
演 - 山辺有紀
第1 - 8シリーズに登場。弥生・良夫婦の長女で武志の姉。和夫の妻（のちに離婚）、勇気の母となる。自己中心的で身勝手な性格でうまくいかないことがあるとヒステリーを起こしてまわりに当たり散らす。和夫と結婚後は姑に仕え姑と夫の間に挟まれても耐える優しい性格になったが、離婚して野田家に帰ってくると独身前以上に性格がきつくなり祖母のハナが大阪に戻る原因を作ったり、常に弥生夫妻には悩みの種だった。1975年3月生まれ。弟の武志とともに岡倉の孫の中では唯一勉強が不得意で進学問題で両親を悩ませる。どうにか短期大学へ進んだあと、コンパニオンのバイトを始め毎日ディスコ通いで遊ぶようになり両親と対立する。華やかな芸能界にあこがれ、その1ステップとしてテレビドラマに脇役として裸になって出演する。しかし、ベッドシーンばかりでアダルトビデオ紛いの出演ばかりで嫌気がさして芸能界をあきらめた。そのような事情と就職難の時代もあり就職先が決まらず卒業後はしばらくおかくらでアルバイトをしていたが父親の赴任先のいわきに移る。不自由だと思って支えようといわきに住むが、釣りやスキーをしたりして田舎の生活を楽しむ。そこで梨農家の和夫と知り合い、環境の違いを心配する弥生を無視して強引に結婚する。しかし厳しい姑と夢だった水耕栽培を諦めた意気地のない和夫に失望し、長男の勇気を出産したのちに離婚、東京へ戻る。家の中で育児だけに専念することに耐えられず、子連れでできる仕事を探す。その結果、両親の「ごはんや」を仕入先としておむすびの移動販売車を考案し開業する。
第8シリーズでは勇気と同じ保育園に通っているはるかの父親、浅田和久と親密な関係になる。浅田がシンガポールへ転勤になり、さらに浅田からプロポーズの言葉を受け、弥生の反対を押し切って勇気とともにシンガポールへ行くという決心もつくのだが、第8シリーズ第48話で浅田から別の女性と結婚することになったと突然告白され破局する。第9シリーズ第1話で販売権を他人に売り、勇気を残して恋人に会いに行くために海外へ旅立つ。しばらくしてなぜかスイスからキャッシュカードが届き、手紙には勇気のために毎月10万円を振り込むと手紙に書かれていた。その後は話にも登場しない。
野田 武志（のだ たけし）
演 - 岩渕健
弥生・良夫婦の長男。あかりの弟。佐枝の夫となる（のちに離婚）。1978年生まれ。学生時代はサッカー部員で、カツアゲをしたりバイクを無免許運転して担任に見つかり謹慎を受ける。あかり同様勉強が苦手で高校を卒業後、大学に行けと言う母、弥生の反対を押し切って静岡県浜松市の自動車整備工場、村上モータースに就職。その後、他人の子を妊娠した佐枝と結婚しており、知らなかった弥生は大きなショックを受け大反対する。結婚後は母の誕生日を祝ったり弥生が家出をしたときは佐枝に世話をさせたり岡倉節子の納骨の際は静岡からわざわざやってきたりと優しい性格になる。その後勤めていた村上モータースから独立するが、経営能力がないため経営難になり借金を抱える。このころから自己中心的な性格に変わる。そのころ、東京では姉が家出し、武志はこれを機に工場を処分して妻子とともに帰京する。しかし、東京で就職がうまくいかず、妻子を残して再度浜松の村上モータースに舞い戻る。
その後、最終シリーズ第11話で佐枝に離婚してほしいと告げ、良武にも自分の子供ではないので関わらないようにと話し離婚する。そして、別の女性と再婚する。その後は話にも登場しない。
横川 佐枝（よこかわ さえ） / 野田 佐枝（のだ さえ）
演 - 馬渕英里何
第4シリーズ第17話から登場（第6 - 第8シリーズは出演せず）。良武（連れ子）の母で、武志の妻となる（のちに離婚）。当初はギャル系で、弥生は反対していたが、弥生の家出中、良の世話をしていたことで正式に認められる。父は大工で後妻にきた継母とそりが合わず家事を押し付けられたため勉強ができず高校を中退しお菓子工場で働いていた。子供ができたことを告げると恋人に裏切られ捨てられた。その時に武志に助けられ結婚しお腹の子の父親にもなってくれたその恩をずっと忘れずに持ち続けており武志にも野田家の人々にも誠実な態度で尽くす。第9シリーズでは、野田家で専業主婦をしていたが、弥生のすすめで医療事務の資格を取り、病院に勤務する。しかし、院長と不倫関係となり、弄ばれていたことで退職する。武志と離婚したあとは野田家に住み、喫茶店の手伝いをしている。最終シリーズ第33話ではある事情で家出をする。その後、第36話では自分の意向と弥生の計らいで北川保育園に勤務することになる。
野田 勇気（のだ ゆうき）
演 - 山内秀馬（第5 - 第8シリーズ途中） → 渡邉奏人（第8シリーズ途中 - ）
第5シリーズ第7話で誕生。弥生・良夫婦の孫。あかり・和夫の長男。2000年11月生まれ。第9シリーズ第1話で母、あかりが海外へ失踪したあとは情緒不安定になるも、第2話でやってきた叔父一家との暮らしで元気を取り戻す。同シリーズで武志が佐枝を殴ったときは「お母ちゃんをいじめるならお前が出ていけ」と食ってかかる。
横川 良武（よこかわ よしたけ） / 野田 良武（のだ よしたけ）
演 - 吉田理恩
第9シリーズ第2話から登場。1999年6月生まれ。佐枝の連れ子で、武志は実父ではなく、本当の父親は良武が生まれる前に姿を消しており、武志はそれを承知で妊娠中の佐枝と結婚する。そのため野田家とは血縁関係にない。東京に来てからは従兄弟の勇気と本当の兄弟のように暮らす。最終シリーズ第11話で武志が佐枝と離婚したあと、武志に裏切られたことに失望し情緒不安定になるが、突如やって来た竹下春菜との出会いで元気を取り戻す。
野田 ハナ（のだ ハナ）
演 - 杉山とく子×
第1シリーズ第11話 - 第7シリーズ第6話に登場。良の母。
大阪で長男夫婦と暮らしていたが、厄介者扱いされ、脳梗塞で寝たきりになった際には病院に入れたままにされる。それを見かねた東京の弥生夫婦に引き取られ、弥生の懸命な介護で歩けるまでに回復する。
女学校の講師をしていたため、非常に面倒見が良い。専業主婦から看護師として復帰しようとするが、良に猛反対されていた弥生のために良を説得したりと、弥生のよき理解者でもあり、彼女が看護師として勤務する際や「ごはんや」で働く際には、家事を引き受けたり良や孫たちに家事を教える。
第4シリーズ第18話で弥生達に内緒で大阪の老人ホームに入所することを決め、第19話で入所。しばらくして第40話で佐枝と曾孫、良武の顔を見るために東京の野田家に帰る。その後は大阪の老人ホームに戻るが、第47話で良武の顔を見るために退所して再び東京の野田家で暮らす。
しばらくして、第7シリーズ第5話で勇気が父、和夫に連れ去られ、情緒不安定になったあかりの八つ当たりの一言でショックを受け、再度大阪の老人ホームに入所することになる。
シリーズを通して温厚な性格で、「弥生の介護のおかげで歩けるようになった」と感謝を忘れず、シリーズでは唯一ともいえる心優しい姑である。

### 秋葉家
和夫（かずを）
演 - 倉田てつを
第3 - 第7シリーズに登場。いわきの梨農家の息子。兄（話だけで登場しない）と姉がいる。あかりの夫（のちに離婚）、勇気の父となる。良が単身赴任に釣りをしていた時に、釣りを教えてくれて知り合った。いわきに訪れたあかりが東京に帰りたく無いと住込で働いているうちに結婚する。その後、青山タキに3000万円もの大金を支援してもらい水耕栽培に農家としての夢を賭けるが、意気地がなく、採算が合わなくなると夢を捨てたことが原因であかりに離婚を決意される。その後も勇気かわいさにあかりに復縁を願うが、あかりには頑として聞き入れられずに終わる。満枝の臨終前に勇気を見せたいと移動販売の仕事をしていたあかりの隙を見て勇気を誘拐のように連れ去り完全にあかりの信用を失う。第7シリーズで母の遺産相続のためいわきの土地家屋はすべて処分し、東京で一緒に暮らしたいと願いあかりのおむすびの移動販売先にたびたびストーカーのように現れる。あかりに拒絶された上に仕事も見つからず希望をなくし自殺を図る。だが、奇跡的に助かり見かねた弥生夫婦に「ごはんや」で雇われ働くが、第7シリーズ最終回であかりが復縁を願ったときに「自分の父親としての役目は終わった」「北川が好き」と言い、また、梨園が売れたのを機に事業を興すべく、「ごはんや」を辞めてあかりのもとを去りいわきへ帰る。失敗した水耕栽培のハウスは1500万円でどうにか売れた。
×満枝（みつえ）
演 - 木の実ナナ
第3シリーズ第13話から - 第5シリーズに登場。和夫と時枝の母。夫と早くに死に別れ、子供たちを育て上げた。当初は理解のある姑だったが、和夫と水耕栽培の件で対立し、和夫の肩を持つあかりとの関係も険悪になる。2004年4月に大腸がんに侵され死去。
×時枝（ときえ）
演 - 石野真子
第4シリーズ第43話に登場。秋葉家の長女で和夫の姉。銀行員と結婚し東京に住む。非常にきつい性格で元から母の満枝とは仲が悪かった。満枝が水耕栽培に反対し家出したときは数日泊めていたが迷惑だと和夫とあかりにに苦情を言いに来る。本編では何も語られないまま、第7シリーズではすでに故人。
×リキ
演 - 原ひさ子 ×
第3シリーズに登場。和夫と時枝の祖母。もとは鬼姑だったというが、あかりが嫁に来たころには寝たきりの状態だった。第4シリーズではすでに故人。

### 「ごはんや」の共同経営者
高山・春子夫人
演 - 伊藤孝雄、寺田路恵
菅野 信夫・玲子
演 - 剛たつひと、上村香子
桜田 敏之・圭子
演 - 小島敏彦、五十嵐めぐみ
全員第5シリーズ

### 「北川保育園」の関係者
北川 智子（きたがわ ともこ）
演 - 水町レイコ
第7シリーズから登場。園長兼保育士で、勇気の保育所時代の担任。結婚には興味がない。保育士の鑑であり、保育園が激務で人手不足にも関わらず、生半可な気持ちで務まらない、と保育園の手伝いをしたい弥生を一度は断る。2016年SPでは、母が死後、遺産相続のために保育園を閉園することとなり、野田家に手伝いに来ることになる。
高野 夏子（たかの なつこ）
演 - 市丸和代
第8シリーズから登場。保育士で智子の部下。愚痴が絶えない。
竜村 初子（たつむら はつこ）
演 - 中原ひとみ
第6シリーズ第22話で初登場。幼少期のあかりの主治医。あかりが連れてきた勇気も診る。第9シリーズからは北川保育園の専属医師として登場。

### 浅田家
浅田 和久（あさだ かずひさ）
演 - 深江卓次
第8シリーズに登場。「北川保育園」に娘のはるかを預ける会社員。はるかと勇気が仲が良いことから、あかりとよく食事に行くようになる。その後、親しく付き合うようになり、シンガポールへの転勤の内示が出たことからついにプロポーズをする。たがいに気持ちは決まっていたが、弥生が結婚に反対していること、そして母から別の結婚相手を薦められたことで、あかりとの結婚は白紙に戻し、母から薦められた相手とシンガポールへと旅立つ。
浅田 はるか（あさだ はるか）
演 - 原にち佳
第8シリーズに登場。「北川保育園」に通う園児（2006年当時）で、勇気と仲がよい。和久とあかりが親しく付き合い始めてからは野田家にもよく行くようになり、父が出張の際は野田家に預けられる。その後、父の仕事の都合でシンガポールへ旅立つ。

### 竹下家
美雨（みう）
演 - 京野ことみ
最終シリーズ第16話から登場。春菜の母。派遣先の会社が倒産し、夫に捨てられるように離婚を言い渡され、職もなく頼る人もいなかったため、春菜を北川保育園に預け、自殺を図る。
一命は取り留め入院するが、退院当日に姿を消す。春菜の様子が気になり、野田家に姿を現し逃亡を試みるが失敗、弥生たちの説得により良の庭師の助手のアルバイト（まかない付）をすることになる。のちに野田家の家事を交代でやることになり、野田家の近所のアパートに住む。学生時代はバレーボール部員だった。
2013年以降は未登場。
春菜（はるな）
演 - 小林星蘭
最終シリーズ第15話から登場。北川保育園の園児。美雨の娘。母が迎えに来なかったために一時的に野田家に引き取られる。
勇気や良武を実の兄のように慕い、大家族との生活を楽しむ。家出事件以来、ずっと引きこもっていた良武の心を開かせる。
2013年以降は未登場

### 里子
合田 篤（ごうだ あつし）
演 - 小林海人
最終シリーズ第40話から登場。勇気の友人。幼少の頃に父親が家出し、母親に女一手で育てられる。母親がクモ膜下出血で入院し、親戚も知り合いもおらず、アパートで一人暮らしをしているところを勇気に助けられる。 夏休み中は野田家で暮らすことになり、勇気・良武・良・竹下母娘とキャンプに出かけた帰宅途中に、野田家にアパートの大家から一本の電話があり、母親が亡くなったことを弥生に告げられる。
親戚や知り合いがいないこともあり一時、施設に預けられるが、勇気の必死の抵抗により良が連れて帰り、里子として野田家に暮らすことになる。
2015年以降は未登場

### その他の人々（弥生周辺）
川田 草平（かわた そうへい）
演 - 三上直也
第3シリーズに登場。いわきに住む老人。
村上 哲也（むらかみ てつや）
演 - 江藤潤
第4シリーズに登場。武志の勤める村上モータースの社長。
戸村（とむら）
演 - 天宮良
最終シリーズ第4話に登場。佐枝が勤務する病院の院長。既婚者で、佐枝と不倫関係にある。家を出たい佐枝に「結婚したい」と言われるが、妻と離婚するつもりはなく、子供のいる佐枝とは結婚する気はないと言って別れを告げる。なお、これがもとで佐枝は病院を辞める。
武志の借金取り
演 - 春海四方、二反田雅澄
第9シリーズ第2話に登場。
港 弘子（みなと ひろこ）
演 - 島岡花
第10シリーズ第14話に登場。武志の再婚相手と思われる。声のみの出演。
三波 圭介（みなみ けいすけ）
演 - 金子貴俊
2015年SPに登場。予備校講師で勇気・良武の家庭教師。親の帰りが遅い子供たちの勉強も野田家で見ている。

## 次女・五月の周辺の人々

### 小島家
勇（いさむ）
演 - 角野卓造
五月の夫。幸吉・キミ夫婦の長男で久子・邦子の兄。亭主関白風だが、実は優しい性格。1953年生まれで誕生日は実際は12月27日であるが、縁起がいいことを理由に1月1日となっている。
五月の考えを理解する良き夫であるが、母に頭が上がらないため五月をかばえず、無言になったり逃げ出したりする。妹たちのわがままには最初は反対するも、結局は振り回されるため妹たちにもほとんど頭が上がらない。家業を継ぐために中卒で進学できなかったことに多少不満を感じている。酒飲みではないが、本間英作が訪ねてくると一緒に泥酔し、日頃の鬱憤晴らしに母親や妹の悪口を「くたばれクソババァ」とまで言い放つ。料理の腕は抜群であり、「幸楽」の餃子・焼売は一度食べた者は絶賛し、店は常連客で賑わい繁盛している。故あって小島家に同居することになった加津にも実の子供たちと同じように接する。娘の愛に対しては結婚するまで過剰なほど厳しい父だった。第6シリーズではキミがアメリカに行って留守の間バー「くるみ」に入りびたり美人局にあったこともある。
第9シリーズでは金田と誠や商店街の友人、源太らと渡鬼おやじバンドを結成、ギターとボーカルを担当。大井精機の25周年記念パーティでデビューし、その後も商店街の秋祭りやケアホームでライブを行う。また、最終シリーズ第22話では加津からCMソングの新曲を依頼され、第25話でそれが採用される。そして、第42話でついにCDデビューを果たすこととなる。
2012年では足を怪我した母、キミのリハビリを妹たちが仕事で手が付けられないことを痛感し、キミのリハビリのために通院を手伝うことを決意する。これが初めての親子水入らずの時を楽しむ時間となる。
×キミ
演 - 赤木春恵×
幸吉の妻で勇らの母。1930年2月18日生まれ（第5シリーズでは2月11日生まれ）。
青森から出てきて幸吉と裸一貫でラーメンの屋台から商売を始め、ついには都内一等地で「幸楽」を開くまでになる。昔気質の人間で、頑固かつ独善的な性格。息子夫婦（特に嫁の五月）や、その子供である内孫の愛や眞には厳しいが、娘とその孫と聖子には甘い。また、娘の姑や婚家、五月の姉妹たちや実家である岡倉家を批判するが、自分自身の五月への態度には問題を感じていない。シリーズ当初は稀に筋の通った主張をしていたが、聖子が登場して以降は単なる憎まれ役のような立場となり理不尽な部分が増している。岡倉でも五月へのいびりはよく知られており姉妹たちはなるべく近づかないようにしていた。教育などは無用で、手に職をつけ真面目に働くのが一番という考えの持ち主である。
加奈と登を眞と愛と一緒に北海道にキャンプに行かせた際の費用を勇が出した事にして実は五月が出した事も分かっている。
表向きは厳しい事を言うが、実際は甘く、五月の誕生日には3万円渡し、「内緒にして」と言ったり、喜寿の祝いをおかくらで開催される時も行かないと突っぱねたが、縄付けでも連れてけとこぼしている。
五月イビリも多く、敷居は跨がせないと追い出したものの、店と家事の両立で参ってしまい結局は戻ってきてもらう羽目になっている。さらには邦子の家に厄介になった際は豊と忠の贅沢さやヤンチャぶりに手を焼いており小火騒ぎを起こしてしまう。愛や眞は贅沢言わないとこぼしている。
第7シリーズ第47話で（誕生日翌日の2005年2月19日に）脳血栓で倒れて右半身に軽度の麻痺が残る不自由な身体となり、最終回で久子と邦子によってアメリカ・ニューヨークへ移住し、加奈のもとで療養することになる。キミのアメリカへの渡航費用と生活費は野々下が支払うが、のちに加奈から断られる。
それから6年半あまり経つころ、最終シリーズ第37話で久子の発言から「（アメリカで暮らすのに嫌気が差すようになり）日本で暮らしたい」と言い、第46話で「幸楽」に戻りたいことを明かす。
そして、最終シリーズ最終回で加奈に付き添われて帰国し、「幸楽」へ戻ってくる。以前と比べ、懸命なリハビリによって歩けるようになるまでに回復し、右半身にあった軽度の麻痺もなくなっている。しかし、リフォームしたキミの部屋を見て加奈が「狭すぎる」などと言ったため、久子の提案で久子のマンションへ行くことになる。しかし、本当は「幸楽」で過ごしたいと思い、加奈を安心させるため、加奈や久子たちの前で久子たちと暮らすと嘘をつき、翌日久子が加奈を成田国際空港へ送り、邦子が仕事へ行っている隙を見て、一人で再度「幸楽」へ戻る。そして、「幸楽」は自分の生きる場所であることや、五月と暮らすべく一緒にもう一度働きたいと、日本に帰国したかった理由を明かし、五月も本当はキミの帰りを待っていたため、これを受け入れる。最後には久子が来て本当に「幸楽」でいいのか問い詰めると、最終的には勇や五月がキミの本当の思いを通し、久子も折れ、再び「幸楽」および小島家で暮らすことになる。そして内孫の眞の結婚披露宴にも出席でき、孫夫婦の門出を祝って見届けた。
2012年では、「幸楽」の店で転倒し足に怪我を負い、しばらく車椅子で生活することとなり、「幸楽」および小島家を出て久子のマンションで暮らすことを決意する。足のリハビリのための通院には勇が付き添い、初めての親子水入らずの時を楽しむ。2013年では食卓で談笑していた。
2016年は、仕事が忙しくて面倒を見られなくなった久子によって、老人ホームに入居させられる事を久子が五月に話していて五月からは「お止めすればよかったです…」と涙を流されていた（だが2015年SPでは既にこの事を五月の口から葉子に話している場面があり矛盾がある）。
2017年は、一度久子のマンションに戻っていたが難聴や足腰が立たなくなった為再び老人ホームに戻った事を久子から話されている（その時五月から普段中々面倒をみれないのでおかくらの株の配当で貰った100万円をキミへのお小遣いとして久子に渡している）。
2019年の時点で死去しており四十九日法要が営まれた。
遺産は五月にという遺言状を残しており、当初は久子と邦子からクレームが付いたが、久子には借金の肩代わりやアメリカでの喫茶店開業資金2000万を出している、邦子へはマンション購入や工場設立時に資金を出している生前贈与で、老人ホームの費用も勇が払っていた事から、幸吉の時と違い、悶着はなかった。元々は喜寿の祝い後に倒れた時に五月へと遺言を残しており、野々下にも邦子は受取拒否の署名をさせられた。
×幸吉（こうきち）
演 - 佐藤英夫×
第1シリーズ第1話 - 第7話に登場。キミの夫で勇らの父。
青森から上京し、キミと共に裸一貫でラーメンの屋台から商売を始め、そして都内一等地で「幸楽」を築き上げた。舅として時には五月に厳しく接し、口数が少なく物言いもぶっきらぼうである。しかし、自分勝手な主張からではなく、五月や孫たちを思っての発言である。五月が大吉や節子に会いに行く際には、大吉たちへの気遣いも忘れない他、五月に「のんびりしてこい」と気持ち良く送り出している。
孫を可愛がっており、愛が生まれた年には1ヶ月分の店の売上を注ぎ込んで雛人形を買った事でキミに叱られた事が加津の為に飾った時に勇が語っている。
ところが1990年11月22日（第1シリーズ第7話）、店内で突然倒れ病院に搬送される。診断は脳出血だったが、手術により一命を取り留め、一時的に意識を回復する。その際に死期を悟り、勇に「弁護士を呼べ」と言い、「五月は良くやってくれた。だから幸楽は勇と五月に」と言い残す。しかし、幸楽で勇が弁護士を呼ぶ気持ちを固めたところへ、弥生から電話が入り、二度目の脳出血により死去したことが伝えられる。
「幸楽」の店名は「幸吉」の「幸」からとったものである。
眞（しん）
演 - えなりかずき
初期は脇を務める事がほとんどであったが話が進むにつれ岡倉姉妹同様メインのエピソードが増え、最終シリーズでは物語のキーパーソンで中心的人物になり五月同様全話登場している。
五月・勇夫婦の長男。愛の弟。のちに貴子の夫となり、香の父親になった。1985年生まれ。
同居する祖母や叔母たちに辛く当たられる両親や姉を幼い頃から常に助け、家業のラーメン屋が忙しいときは積極的に手伝うなど、思いやりのある性格。小さいころから家業のラーメン屋を継ぐものと考え、進学時には迷うことが多い。従兄弟である隆に付き合って一緒に勉強していたため私立中学にも合格するが、入学はしない。中学生のころからはインターネットにはまり、高校へ行かずネットで勉強すると言って両親を困らせる。その後は努力の結果、一浪を経て東京大学に合格する。
第8シリーズでは吉野杏子の結婚と片思い、第9シリーズでは大井貴子との結婚問題、その貴子の父が経営する会社「大井精機」への就職問題で、母と対立するが、貴子との結婚も「大井精機」への就職も認められる。しかし「大井精機」は買収され、就職も駄目になる。その後、杏子に税理士事務所を紹介されてそこに就職。さらに、会社を明け渡した貴子の父は新しい仕事を見つけ中国に行き、貴子も父に同行すること決意したため、別れることとなり、結婚の話も破棄となる。最終シリーズでは公認会計士の試験を受験し、合格する（第7話）。さらに長谷部まひるに振り回されたことで、まひるの祖母からは恋人同士と思われ、力矢と五月もまひるとの交際を認める。
貴子のことは彼女が中国へ行ってからも愛し続けるが、貴子が父の病気で帰国し、眞を愛しているがゆえに病気の父親を抱える自分が眞の重荷になると考えて結婚を断られたときは失望する。その後、最終シリーズ第39話で貴子と話し合い、貴子の気持ちを考えて、互いに合意の上で、結婚を白紙に戻すこととする。しかし、第45話で自分と貴子との結婚を強く望む壮太の強い後押しと、壮太の依頼で協力したまひるの努力によって後押しを受け、電話越しの貴子へプロポーズをする。そして、貴子はこれを受け入れ、結婚することになる。五月はまひるを推していたため、貴子との結婚を知ったときは破局したと思い、気に入らない様子だったが、道隆が貴子と一緒に「幸楽」へ挨拶しに行ったときに、道隆が思いを通したことで、五月からも貴子との結婚を認められる。誠は「眞に貴子もまひるももったいないしありえない。常識的に考えれば、貴子やまひるは荘太や望か隆と結婚、加津が不憫なので加津と結婚して幸楽を切り盛りしてほしい」と言う。
その後は大井家で暮らすが、2012年では、貴子との生活に嫌気がさしてしばらくの間幸楽の家に戻ってくる。貴子が外で働くことを提案し、それを道隆が了承したことで再び大井家で暮らすことになる。
2015年で道隆を施設に入所させることを貴子と合意の上入所させた。
大井 → 小島 貴子（たかこ）
演 - 清水由紀
第9シリーズから登場。大井精機の社長令嬢。輝の姉。1987年生まれ。眞より2歳下。のちに眞の妻となり、香の母となった。元々は弟の家庭教師をしており、その縁で知り合った。初期は優しく、かつ強い心を持った女性で、人前ではめったに泣かず笑顔を見せる性格であったが、最終シリーズからは父親の病状もあり根暗で感情的で被害者意識が強い部分も見せはじめる。それに伴い五月との関係も2016年で妊娠期間中に五月が自身の身の回りの面倒をみる事を拒絶した事を境に悪化していき自己中心的でわがままでヒステリックな部分も増えていく。学生時代は柔道をやっていたほか、介護施設を訪問していた。おやじバンドでマネージメントを行い、メンバーは彼女の笑顔に元気付けられる。会社が買収され、仕事で中国に向かう父に同行する。五月はまひるを気に入っており貴子との結婚に反対していた。
しかし、最終シリーズ序盤で父の病気で帰国。深夜の工事現場で働く。その後、五月と大吉の紹介で「おかくら」でのアルバイトも行う（第10話）。また、眞を愛するがゆえに、病気の父親を抱える自分が眞の重荷になると考えて結婚を断り続け、第39話で眞と話し合い、互いに合意の上で、結婚を白紙に戻すこととする。しかし、第45話で自分と眞との結婚を強く望む壮太の強い後押しと、それに協力したまひるの努力によって後押しを受けていた眞から電話越しにプロポーズされ、これを受け入れて眞と結婚することになり、最終回で正式に眞と結婚式を挙げる。
2012年では眞と離婚危機を迎えるが、両者の親たちの協力もあり復縁する。
2015年で道隆を施設に入所させた。
2017年に長男・香を出産。
2018年は眞が仕事ばかりで子育てに非協力的だと香を残し家出をする。
以前は親戚付き合いも大事だと言っていたのが、2019年は豹変して親戚づきあいは鬱陶しいからと法事もさっさと切り上げているほか家出してしまう。
香（こう）
演 - 柳田湊大、浅田弦寿
眞・貴子夫婦の長男。2017年春に誕生。

### 田口家
小島 → 田口 愛（あい）
演 - 吉村涼
五月・勇夫婦の長女で眞の姉。のちに誠の妻、さくらの母となる。1982年生まれ。母親思いの優しい性格であるが、主張すべきことははっきりと言う。
成績は良く、私立中学へ進むために塾へ行きたいと言って、キミに反対にされ五月を困らせる。大学時代にコンパニオンのアルバイトで城代正則と知り合い、「清く明るい」交際を続ける。アナウンサーになることを夢見て、テレビ局へADとしてアルバイトに行くが、結局実現せず、卒業後は銀行に就職するが、上司とのセクハラ事件に巻き込まれたことが原因で窓口業務をはずされ、半年で退職。ホームページ作成会社を起業したり（結局は開業資金が用意できずに、倒産）、派遣の仕事についたりしたのち、派遣先で知り合ったサラリーマンの田口誠と結婚する。結婚後は「幸楽」の経理を担当。その後、会社を辞めた誠も「幸楽」で働くようになり、夫婦で「幸楽」を継いだ。
2007年3月18日に長女のさくらを出産したあとは、短気で攻撃的な性格へ変貌を遂げ叔母の久子と邦子を言い負かすほど成長している。一方で眞の婚約者である貴子に対しては幸楽をいずれ牛耳られる事を恐れ貴子が幸楽を手伝いにきた時はケジメで給与を渡し「幸楽に入り込んでほしくない！」と度々主張したり貴子を小島家に一時的に泊らせた時は「そんな事をしたらいずれ幸楽も自分の店だと言い出しかねない」と怒りを露わにしていた。2015年で大吉の遺産に対して「娘である母さんにも貰う権利がある」と口を出したりと祖母のキミや叔母の久子と邦子に似た部分も見せ始める。だが大吉や五月の姉妹達に対しては今まで通り温厚に接している。
最終シリーズ最終回のキミの帰国後は、キミを邪魔者扱いして幸楽から追い出そうとし、2019年には五月をも追い出そうとする。
誠（まこと）
演 - 村田雄浩
第8シリーズ第4話から登場。愛の16歳年上の夫、八王子出身。さくらの父となる。地元で顔が広く、多くの住民が誠を慕っている。
義父の勇が結成したおやじバンドでキーボードを担当。
当初は愛と同じ会社に勤める。城代の時は交際に勇から反対されていたが、彼はあっさりOKが出ている。
結婚後は「田口宅食サービス」という高齢者に病人食を配達する会社を八王子で経営するが、不況の影響により吸収合併される際に経営方針が変わったため、退職する。その後「幸楽」での修行を経て、かつての夢であったラーメンの屋台を出してもよいと勇から承諾を得る。そして最終シリーズ第14話で勇から「幸楽」の3代目主人の就任を言い渡され、これを受諾し、「幸楽」の3代目主人に就任する。
親父バンドの練習のために、キーボードをさくらの情操教育と偽り購入している。
優しい性格で、気が弱く優柔不断であるため愛には頭が上がらないことが多いが、五月や勇には気に入られる。義弟である眞のために、東京に戻ってきた大井貴子の勤め先や住まいを探し出すなど、家族思いな一面もある。
「幸楽」の3代目主人になってからは、新しいラーメンや幸楽ソースを開発・商品化する。
さくら
演 - 久保田さくら（第9シリーズ） → 小宮未鈴（第10シリーズ・2012年） → 安藤美優（2016年 - ）
第8シリーズ第49話で誕生する、五月と勇の孫。愛と誠の長女で眞の姪。2007年3月18日生まれ。五月夫婦にとっては初孫にあたるため、勇からは特に溺愛される。名前は桜の季節（3月18日）に誕生したことから両親により命名される。
『AI橋田壽賀子企画 渡る世間は鬼ばかり 番外編』の2025年時点では難関大学に合格して学生生活を送っているが、両親に隠れてメイド喫茶でアルバイトしていた。それが発覚した後、話し合いの末にメイド喫茶は辞め、演劇サークルに入ることにした。

### 「幸楽」の従業員

#### 『2019年』時点
田島 周平（たじま しゅうへい）
演 - 岡本信人
第2シリーズ第3話から登場。「幸楽」ラーメンの味に感動して一念奮起で脱サラをした「幸楽」従業員であり、山形に惚れていたが破局し、聖子の夫となる。愛称は「周ちゃん」。
五月の良き理解者であり、勇の右腕的な存在。聖子のわがままに腹を立てて厳しく言い聞かせることがあるが、基本的には優しく誠実な性格で幸楽のムードメーカーでもある。
勇や五月たちには従業員と雇用主との間を超えた、誠実な態度で接する。
加津に聖子が掃除してないと言われた際は周平が掃除機かけていた他、聖子が持ち逃げしたお金は返すとキミに申し出ている。
松田聖子 →田島聖子
演 - 中島唱子
第4シリーズ第49話で健治に連れて来られてから「幸楽」の従業員として働く。周平の優しさに惹かれて結婚する。
体型は太めであるが、愛想が良く、ケータリングの客からの人気が高い。
素の性格はキミ、久子、邦子同様意地悪かつわがままで自己中心的。当初はキミに従業員を雇うのは反対されそれが元でキミが幸楽を家出して邦子の家へ転がり込んだ原因にもなった。勤務直後は猫被りでとても大人しかったが、キミに気に入られるようになると本性を表して五月や加津を従業員の立場でキミと一緒にいびったり、五月や加津、愛や眞と対立すると「女将さん。悔しい」と言い真っ先にキミに泣きつく。キミが渡米して以降は入れ替わりで帰国した久子に取り入るなど、したたかで人に取り込むのが上手く計算高いずる賢さを持ち合わせており、その場において誰の味方をすれば自分にとって最も利益があるかを見抜き取り入る相手を変えていく。
第5シリーズではキミに取り入り五月にも嫌味を言うほどで幸楽で大きな顔ができたが、第6シリーズから登場した光子の賢く真っ当な理論には太刀打ちできず、周平に当たり散らすようになった。過去には幸楽のレジから売上金を盗んだり、預金通帳を持ち逃げしたり、ぼったくりバーで働いて聖子に好意を持って通っていた客と高額代金で揉めて自宅マンションまで押しかけられたり、ブティックの雇われ店長として勤務してオーナーに好意を持たれて揉めて辞めたり、共同出資などのうまい話に飛びついて逆に大金を騙し取られたりもして自殺未遂をするなど幸楽のトラブルメーカーでもある。その為、加津や光子から「疫病神」と言われている。だがキミからは悪行をどんなに重ねても信頼を置かれている。聖子同様基本甘く接している自分の娘の久子と邦子に対しては時々は行き過ぎた普段の態度を咎める場合もあるキミも他人の聖子に対してはほとんどそういう様子は見られなかった。
キミが帰国してからは再びキミに取り入らずに今度は愛に取り入るようになり、愛と同じく幸楽にいることを邪魔に思いキミが入院したときには内心喜ぶ。愛とは逆に第9シリーズ以降はわがままやずる賢い性格は徐々に鳴りを潜めていき、五月や愛にも信頼されて真面目でよく働く幸楽にはなくてはならない従業員になり、周平とも夫婦仲も良く穏やかで大人しい性格へと変化してきた。
松本 達夫（まつもと たつお）
演 - 榎本たつお
第1シリーズから登場する「幸楽」従業員。愛称は「達ちゃん」。最初は単なる出前のアルバイトだが、次第に一人前になりたいと思うようになる。幸吉死後は一時期皿洗いに回されてやってらんないとこぼしていた時期もあった。第8シリーズ第4話でケータリング事業の独立の際に一度退職するが、中盤で光子との折り合いが悪くなり、退職届を出す直前に普段飲まない酒を飲んで幸楽の前で酔い潰れ、眞に介抱された。愛の出産を契機に「幸楽」に戻る。株にも心得があり、新聞の株式欄から大井精機の名前を見つけ出す。調理師免許取得する。愛や眞は兄弟みたいに思っている。
出前件数は愛の倍はこなせると言う。
滝本 延彦（たきもと のぶひこ）
演 - 湯浅景介
2017年から登場。愛称は「タッキー」。出前要員。子供好きで、さくらや香の面倒を見ることもある。得意料理は牛丼で賄いとして作る。

#### 過去
元造（げんぞう）
演 - 山岡八高
第1シリーズ第7話のラストから登場。で、幸吉の急死後、「幸楽」の再開にあたって助っ人として登場。嫁と母親が結託して家では肩身の狭い思いをしていた。愛称は「元さん」。
山形 明子（やまがた あこ）
演 - 西部里菜
第3シリーズに登場。早乙女の恋人で「幸楽」で食事をしたあとに無銭飲食して「金がないから雇ってほしい」と頼む少女。彼女にかつての自分の姿を重ね合わせた五月が、キミの反対を押し切って、雇用を了承する。周平に惚れられるが、早乙女と同棲して彼を支えており、彼の子供も身篭っていたが過労から流産する。最初はヤンキーと思われていたが、キミは「言葉遣いが丁寧になっているので案外良い所のお嬢様かもしれない」と言っていた。賄い料理の残りや新メニューの試作品を持ち帰っており、小島家の掃除も500円で引き受けていた。早乙女に対しても偽名を使って素性を隠して幸楽で真面目に働いていたが、実は国内最大手の不動産業でもある堀井財閥の社長令嬢で本名は「とむらさち」であった。チヤホヤされたり、お嬢様でいじめられていたのが嫌になり家出していた。素性を明かした後は早乙女と決別して、地方の温泉旅館へ住み込みの為に五月に身元保証人になってもらい「幸楽」を去る。
早乙女 圭吾（さおとめ けいご）
演 - 正木慎也
第3シリーズ第7話のラストから登場。山形の恋人。漫画家志望であり、同棲して援助を受けていた。通称「漫画野郎」。幾つもの会社を経営している実業家の息子で、家を飛び出して当初は売れない漫画家であったが、少しずつ売れるようになり彼女にプロポーズしていたが、山形の素性がわかると早乙女の父親が「資産家の娘となら結婚してもよい」の一言を聞いた山形が激怒して一方的に振られてから「幸楽」を去る。
坂元 浩次（さかもと こうじ）
演 - 池田幹
第5 - 第8シリーズに登場。当初は弁当部門で雇われたのだが、弁当部門が芳しくなかった為に解雇されたが、キミに「出前係やらないか？」と声かけられ「幸楽」で出前を担当し、近所の人々からはかなり人気がある。食中毒で営業休止中は店内の壁紙の張替えとペンキ塗りをしていた。その際、五月や勇の陰口を言った聖子にペンキをかけている。第8シリーズ第4話で健光ケータリングサービスに転職するが、その後、光子にたてついてクビになったという。愛称は「浩ちゃん」。
桐野 サチ（きりの サチ）
演 - 神津千恵
第5・第6シリーズに登場。眞がネットで知り合った初代彼女。眞に高校受験を勧める。「幸楽」に訪れた際に求人広告を見てバイトする。学費稼ぎが目的だった。店のレジが旧式だったのでパソコンで会計をする。去ったあとはコンピュータ関連の会社を経営する。
大前 定次
演 - 石川裕司
第4シリーズより登場。幸楽の弁当部門の店員。

### 久子関係の人々

#### 山下家
山下 →小島 久子（ひさこ）
演 - 沢田雅美
キミの長女で健治の妻。邦子の姉。わがままで自己中心的な性格。初回時にキミに300万借金している。第8シリーズ後半からは多少丸くなり（特に加津に対する態度）五月達に悪態をつく場面も減っていく。父の遺産相続については子供として等分の分与を要求する。それは「幸楽」の土地を処分し、商売をやめることを意味している。最後には母の店を続けるという希望に折れて、遺産相続権を放棄する。その後、夫の健治と一緒に「幸楽」で働くが、キミとともに嫁の五月に辛く当たることが多い。自分の子供には贅沢をさせわがままを通させるが、五月の子供たちが自分の子供よりも恵まれた立場になることは決して許さない。第3シリーズ第1話でアメリカ・ニューヨークへ渡り、そこで暮らし始める。しかし、第4シリーズ序盤で健治と離婚し、健治の帰国後も子供とニューヨークに残り暮らし続ける。
それから長らくして、第7シリーズ最終回で（2005年3月に）キミが倒れたことを邦子から聞きつけ帰国し、キミのリハビリを行うという名目でキミや邦子以外の身内の反対を押し切って、キミをニューヨークへ連れて帰る。
その1年後（第8シリーズ第1話で）、キミの代理として単身帰国して「幸楽」の経理を握り、その後は健治とのよりを戻す画策をしながらホームパーティー専門のケータリング事業の復活に奔走するが、その成功後、第8シリーズ最終回で加奈によって再びアメリカへ帰る。しかし1年後（第9シリーズ第1話で）、仕事がうまくいかなくなったうえに、加奈の結婚相手にメイド代わりにこき使われ、そのことに怒ってまた日本に帰国。それが原因で「もうアメリカには（二度と）帰らない」と言い、小島家に居座る。そして、第9シリーズ第11話で長年のニューヨークでの生活でのヒントを生かし、新事業の洗濯代行「らくらく」を「幸楽」の隣りにオープン。これがきっかけで健治とよりを戻す。そして第33話で店が繁盛し、支店を出す提案をしたことを機に小島家を出る。しかし、最終シリーズ第4話で不況のあおりを受け「らくらく」が経営危機を迎える。
その後は店をたたみ、健治と邦子の3人で「幸楽」の餃子のインターネット通信販売事業を始める。そして事業の幅を広げるため、最終シリーズ第19話で製品作りから発送まで一か所でできる工場があり、そこを作業場に改装すると言いだし、勇にローンの保証人を頼み、改装後第23話で拠点をそこに移す。そして第37話で事業が大ブームになったのをきっかけに、母キミのために親孝行をしようと工場近くの中古マンションを購入し、リフォームをする。親孝行をするのも、兄夫婦が面倒を見なければならない母を自分と健治と邦子が代わりに面倒を見るためである。しかし、キミが「幸楽」で暮らしたいと言われたときは、邦子とともに落胆する。最終回でキミを迎えに行って「幸楽」のキミのリフォームした部屋を見て加奈が「狭すぎる」「平穏な老後を送ってほしい」と言ったため、自分のリフォームした中古マンションを見て「幸楽」かマンションにするか決めるという提案を出し、キミをマンションへ連れて行く。キミがマンションで暮らすと言って安心するものの、加奈を成田国際空港まで送ったあとマンションへ帰ってきたところ、キミが「幸楽」へ行ったため、「幸楽」へ行って母に本当にそこで暮らすのかと問い詰めるが、最後には母の「幸楽」で働きたいとの意思や勇や五月がキミの本当の思いを通したことで折れ、結局は自分と健治と邦子の3人でリフォームした中古マンションで暮らすこととなる。その後のスペシャルでは、マンションにキミが戻るという話が出てくるが、餃子の仕事で手いっぱいで面倒が見られないということで拒否する。
何かにつけては前述の遺産相続破棄を理由にキミや勇から金をせびる。
餃子販売にあたり、餃子を作るが、邦子とともにろくに「幸楽」を手伝っていなかったことがたたり、当初は久子が作った餃子は売り物にならない、「眞よりも下手くそ」と健治に言われる。
健治
演 - 岸田敏志
第1シリーズ第8話から登場。久子の夫（一時離婚、のちに復縁）。サラリーマンであったが仕事に満足できず、幸吉の遺産を期待して借金を重ね自分の事業を起こそうとする。それらが失敗したあと、久子母子を残して失踪し、自殺を図る。改心後は中華料理の修行に励み、「幸楽」の料理人として働く。第3シリーズ第1話で久子母子とともに渡米し、ニューヨークで暮らすも第4シリーズ序盤で久子と離婚し、第3話で日本に帰国。帰国後は義兄の勇が大火傷で店に出られない状態になり、眞が「幸楽」に呼び戻す。料理の腕は一流で、レパートリーは勇より多い。弁当事業やケータリング事業を起こし、「幸楽」に貢献する。切れ者の光子と再婚し、さらに事業の幅を広げケータリング事業を独立させ「幸楽」から離れる。しかし経営が行き詰まったのを機に、資金1000万円を投資している光子に事業の牛耳を執られることとなる。光子と離婚したあとはホテルの料理人として働くが、第9シリーズ第23話でそれを辞めて、久子の経営する店を手伝ったのをきっかけに復縁する。
加奈（かな）
演 - 米沢由香（第2シリーズまで） → 上戸彩（第6・第8・最終シリーズ）
第1シリーズ第25話から第2シリーズ第45話、第6シリーズ第10話 - 第15話・第8・最終シリーズ最終回に登場。久子・健治夫婦の長女。登の姉。アメリカ・ニューヨークに住み、アメリカ人実業家との結婚後は、祖母であるキミの面倒を見る。成人後は何度か日本に帰国し、最初は奔放でわがままな性格の持ち主で、容姿もヤンキー風。第8シリーズ最終回で母を迎えに来た際には、今までキミの面倒を見てきた五月に感謝の言葉を述べるなど、性格は多少丸くなって容姿も変わり、最終シリーズ最終回でキミを日本へ連れて帰ってきた際は、五月夫婦が曙リフォームに頼んでリフォームした「幸楽」のキミの部屋では部屋が狭すぎる、母のマンションで平穏な老後を送ってほしいなどと言い、久子のマンションへ連れ出すといった、わがままな性格ながらも祖母思いの一面も見せる。キミを久子のマンションへ連れて行ったあと、キミが母たちと暮らすと言ったときは喜んで安心し、翌日アメリカへ帰る。その後はアメリカ人実業家の恋人や登と悠々自適に暮らす。年齢は愛と同じだが遅生まれなので学年は1つ下。
登（のぼる）
演 - 伊藤淳史
第2シリーズまで登場。久子・健治夫婦の長男。加奈の弟でニューヨーク在住。キミや久子の発言から、加奈夫婦と同居していることがわかるがキミの孫の中で唯一成人後登場しない。小学生時代は女性をいじめていた他、学校サボってゲーセンに行っていた。

#### その他（久子関係）
大沢 光子（おおさわ みつこ）
演 - 奥貫薫
第6 - 第8シリーズに登場。健治の妻となる（再婚相手。のちに離婚）。「幸楽」の従業員であり、栄養士の資格を持っている。
主に外回りでの仕事の描写が多いが、人手不足の場合は店に入る。
先輩風を吹かせる聖子からは疎まれ、嫌味を言われるたびに毅然と言い返すため太刀打ちできず聖子の天敵となった。芯が強く野心も強い女性。聖子のように誰にも取り入ったりせず自身の力で幸楽の人々の信頼を得ていった。聖子が泣き言をいうためキミにも疎まれていたが五月や勇にも雇用人と従業員の関係を崩すことはなかった。ケータリングでは聖子と共に接客係をしているが、生真面目過ぎる点が愛嬌のある聖子のが好評だという。久子が帰国して幸楽を仕切るようになってからは性格が豹変してきつくなり、久子と度々密会していた健治と一方的に離婚して追い出したり、一緒に独立した達夫とは折り合いが悪くなったり、逆らう浩次を一方的に解雇した。その後第9シリーズで久子が渡米後に健治に譲渡したケータリング会社をライバル企業と一緒に結託して乗っ取られたと健治が語っている。

### 邦子関係の人々
小川 → 小島 → 野々下 →小島 邦子（くにこ）
演 - 東てる美
キミの次女で久子の妹。小川との離婚後、野々下の妻となるも離婚。姉や母親と同様自分勝手でわがまま。キミや久子以上にヒステリックで乱暴な性格をしている。姉の久子や幸楽従業員の聖子同様トラブルが起きると幸楽が開店中でもお構いなしに「母ちゃん！ 口惜しい！」と叫び真っ先に母親のキミに泣きつく。第1 - 第6シリーズでは愛がスキーに行けるように便宜を図ったり五月達に気を遣う場面も僅かに見られたが第7シリーズ以降は横暴で短気でわがままで自己中心的な姿勢は基本崩さずにいて久子と違い五月達に改心して気を遣う場面もほとんどなくなった。しかし他人の聖子の魂胆を見抜く力がありゴマすりには決してなびかず聖子の前では五月夫婦の味方をして牽制する。小川浩介と結婚し、二人の子供を育てる専業主婦となる。「幸楽」改築後は、その前に小さな化粧品店を開く。実家の木材業を浩介が継ぐこととなり実家へ入るが、商家の暮らしと姑の仕打ちに耐えられずに離婚。一時は立石一茂と付き合うが、立石が癌で急死する。その後、「幸楽」の2階に住み、自活の道を探る。クレーン車の免許を取り現場で働いていたときに野々下と知り合い再婚する。離婚して独り身だと思っていた野々下を頼って娘の加津が現れるが、引き取りを拒否する。行き場のない加津は「幸楽」で暮らすことになる。
加津を引き取って一緒に暮らそうとする野々下との間でたびたびトラブルを起こし、何度も離婚の危機を迎える。第7シリーズでは離婚して加津とみのりと暮らしたいと、野々下が借りたマンションでゴルフクラブを振り回して部屋を滅茶苦茶に破壊し、離婚を思いとどまらせる。第8シリーズでは高校休学した加津と暮らすため、野々下が契約したマンションを先回りして解約した。
第9シリーズでは久子の経営する洗濯代行業｢らくらく｣で働くが、半年もたたないうちに辞める。最終シリーズ第3話では、野々下からついに離婚を言い渡されたのち、自分名義になっていた家を株の失敗で作った借金の返済にあてることとなり、小島家に出戻り引っ越す。その後は姉の久子夫婦とともに「幸楽」餃子のインターネット販売をする。第29話、事業が大ブームになって、このままいけば母のキミをアメリカから呼び戻そうと発言する。しばらくは小島家で暮らすが、最終シリーズ第46話で姉の久子が購入してリフォームした中古マンションへ引っ越す。2013年で登場した以降は出番はなかったが、2019年はキミの四十九日法要のシーンで登場した。この時キミの遺産を五月に相続する事に不満を抱いたが、幸吉の時とは違いちゃんとした遺言状があったため渋々納得した。
隆（りゅう）
演 -五十畑迅人（小学生時代・第3シリーズまで）→ 田中恭兵（中高生時代・第4 - 7シリーズ）→ 森宮隆（成人後・最終シリーズ）
ミカの兄。浩介の長男。両親の離婚後は邦子に引き取られて小島家で暮らす。眞への対抗心を持つ母に無理矢理学習塾に通わされて辟易し、眞と一緒に勉強するものの、眞とは反対に私立中学は不合格に終わる。一時、幸楽を継ぎたいと言い出したため、勇が手伝わせるが、野菜洗うのにお湯が出ないと文句言うなど数日で音を上げる。都立高校入学前に眞と高橋家に「男3人合宿生活」に行った際、高橋家の上の階の部屋で漏水し、高橋家も被害が出る。そのとき、駆けつけた水道工事の仕事ぶりを見て、目標を見つける。大吉の紹介で北原設備工業に住み込みで就職。以後、「おかくら」にときどき修理や食事をしに来るようになる。就職に対し、邦子は猛反対するが、自分の思いを通す。眞の他、望や森山とも仲が良く、私立中学を不合格となって荒れたときにも、眞のフォローで立ち直る。2回目の「男3人合宿生活」は眞が店の都合で途中リタイアしたので、野々下長太が参加する。望のボランティア活動にも同行する。のちに国家資格に合格したことで母とは和解する。なお、隆・眞・登の3人は同年齢であるが、加奈・登とは交流がない。
ミカ（1995年年末から第8シリーズ）
演 - 小此木麻里
隆の妹。浩介の長女。両親の離婚後は母の実家「幸楽」で兄とともに暮らす。母が野々下と再婚してからは、裕福な暮らしをする。のちに男と同棲。第9シリーズ以降は名前だけで登場はない。

#### 野々下家
長太（ちょうた）
演 - 大和田獏
第4シリーズ第20話から登場。加津の父で、邦子の再婚相手となるも、のちに離婚。もともとはテレビゲーム制作の仕事をしていたが、妻に裏切られ、娘とともに去られて以来、仕事を辞め、自暴自棄の生活を送っていた。建設現場で働いていたとき、邦子と知り合い再婚する。それを機会にゲームソフトを制作し、それが認められたことで、もとの仕事に復帰し、再び高収入のサラリーマンとなる。娘の加津が母に捨てられて父を頼って来たときには、邦子に反対され引き取ることができず、仕方なく五月に託す。邦子の連れ子に気を使い、実娘の加津の面倒もよくみる。加津の面倒を見てもらっている負い目からか小島家の人間には親切で特に勇夫婦には高級なブランデーを贈ったり北海道旅行に招待したり、五月が眞のHPを見るためにはパソコンを購入し使い方も教えた。最終シリーズ第2話で、邦子との息苦しい生活に限界を感じ、邦子に離婚を言い渡し、新しいマンションを買って加津と同居生活を送りはじめる。金持ちの拝金主義者であるため、金で問題を解決しようとする傾向がある。
加津（かづ）
演 - 宇野なおみ
第4シリーズ第38話から登場。第5シリーズ‐第8シリーズでは岡倉姉妹同様にメインのエピソードが多い。長太とみのりの長女。両親の離婚に際し、母に引き取られる。しかし、母にも捨てられて父を頼って戻ってくる。父の再婚相手の邦子と折り合いが悪く引き取ることを拒否したため、五月のもとに引き取られる。以来五月と勇を両親、愛を姉、眞を兄のように慕うが、小島家の人間ではない理由でキミ・久子・聖子からは邪魔者扱いされる（ただし3人とも人柄は認めているふしがある。そのため久子はのちに自分の洗濯代行業の店を手伝わせるなど、加津に接する態度にもかなり変化が生じる）。その境遇からとても気が強く子供のころから邦子を言い負かしたり「私には父も母もいない、一人で自由に生きていく」と口癖のように言う。
学芸会の芝居がきっかけで子役タレントとしてスカウトされるが、怪我のためデビューには至らず、その後はインターネットにはまり、ホームページを作成し、随筆風自叙伝を公開する。それが出版社に注目され、単行本化してベストセラーになり、世間の話題となったため、母が連絡をとってきて再会する。父の家族と母の家族のあいだで、どちらにも行き場のない境遇となる。初恋相手は森山だったが、徐々に眞に恋心を抱くようになる。眞に彼女がいることがわかり、吉野杏子にヤキモチを焼き、吉野に会いに行く。その後、高校を休学しペットシッターを志しペットショップでアルバイトをするが、父親の説得により断念し復学。好きな食べ物はあんみつである。第8シリーズでは「杏仁 MY LOVE」、第9シリーズでは「チコの日記」というタイトルのブログを書く。
登場当時からいじめなどにも負けず周囲の登場人物の考えも読み通せる勘の鋭い賢しい子供だったが、成長後の第9シリーズ最終回で進学塾に通わずに独学で東大に現役合格し入学するものの、父の仕事を手伝うようになる。最終シリーズ第2話で「幸楽」を出て、父の長太と暮らしそれ以降はインターネットCMの仕事を始め、東大にはほとんど行けていない様子でおやじバンドのCMソングCDの件で勇達に相談を持ち掛け最終回の眞と貴子の結婚式にも出席している。
最終シリーズ後のスペシャルからは出番はほとんどなくなり音沙汰なしである。
誠は眞の結婚相手は加津しかいないと語っていた。

#### その他（邦子関係）
小川 浩介
演 - 別府康男
第1シリーズ第8話から第3シリーズに登場。邦子の最初の夫。隆・ミカの父。
小川 豊
演 - 舟越圭佑（第2シリーズ第48話）、堀裕晶
第2シリーズ第48話と1994年秋に登場。邦子・浩介の長男。第2シリーズ放送終了後に放送された年末スペシャルからは邦子と浩介の子供は隆とミカの2人になっており、現在は公式サイトでも存在抹消となっている。
小川 忠
演 - 内田健一
第2シリーズ第48話と1994年秋に登場。邦子・浩介の次男。第2シリーズが放送終了したあとの年末スペシャルからは設定が変更され存在が消されたかのようになっている。これにより現在の公式サイトでも存在抹消となっている。
×立石 一茂
演 - 橋爪淳
第3シリーズ第12話のラストから登場。邦子の不倫相手。過去に浮気をしていたのは二度や三度のことでは無いらしい。伸子の夫。のちに第47話に癌で他界。闘病生活では邦子の真摯な看病により、互いに夫婦に近い絆を見せており、生前彼女が不自由にならないために財産も用意していた（後に邦子はそれを放棄した）。
立石 伸子
演 - 沖直未
第3シリーズ第29話のラストに登場。一茂の本妻。第3シリーズ第47話を最後に登場していない。金にがめつく、夫とは金銭目的だったほか、看病すらしなかった。

### 加津関係の人々

#### 菊村家
みのり
演 - 熊谷真実
第6シリーズ第47話で初登場。加津の母。野々下長太の前妻で、のちに康史の後妻となる。加津を捨ててからは旅館で仲居をしていたが、和菓子屋「菊屋」の女将、菊村サワのもとに身を寄せる。加津が小学生のころに自身のことを書いた小説を出版したことがきっかけで、再会を果たす。その後はサワの長男、康史と再婚して、男児をもうける。
康史（やすふみ）
演 - 錦織一清
第7・第8シリーズに登場。みのりの再婚相手で、「菊屋」の本店を経営する。和菓子協会の一員であり、岡倉の常連客。みのりとは2度目の結婚で、最初の妻はサワとの関係で気苦労が絶えず、心臓発作で亡くなっている。2005年にサワの下で働いていた、みのりと再婚。マザーコンプレックスの持ち主で、みのりへのプロポーズも母に頼む。その後は、みのりの希望によりサワと同居する。加津や長太に対しても嫌悪感はまったくなく、野々下家の事情も知っており、加津を引き取るつもりでいたので、いつでも遊びに来いと言う他、長太に岡倉で飲もうと誘っている。母には「やっちゃん」と呼ばれている。
サワ
演 - 渡辺美佐子
第7・第8シリーズに登場。康史の母で、「菊屋」の女将。旅館で働くみのりを引き取り、和菓子の職人に育てる。また、加津とみのりを引き合わせる。ネット通販を嫌っている。

#### 戸田家
司
演 - 東新良和
第7シリーズ第6話から登場。加津の友人。加津に思いを寄せる。その後悪い仲間と付き合うようになり麻薬の売人を始める。警察に追われるようになり加津を頼って幸楽にやってくるが、眞の説得で自首する。その後無理矢理売人やらされていた事が分かり無罪となったが、地方の高校へ転校した。第8シリーズでは猛勉強をして加津の通っていた高校に編入する。
弘行
演 - 若山騎一郎
第7シリーズに登場。司の父。子育ては妻に任せきり。
弓子
演 - 鶴田さやか
第7シリーズ第7話から登場。司の母。いわゆる教育ママで、勉強嫌いの司の尻を叩く。
加津が司を誘惑しているのではないかと思いこんで幸楽にやってきては度々文句を言う。

#### その他（加津関係）
小学校の担任
演 - 岡本茉利
第5シリーズ第31話に登場。
中村
演 - 大和田伸也
第6シリーズに登場。加津の本の編集長。娘が加津のブログに興味を持ち、小学生だった加津による文筆に感動し、本にして出版しないか彼女に持ちかける。加津の良き相談相手でもある。
荒川
演 - 津村鷹志
第7シリーズ第44話に登場。いじめっ子の父。「幸楽」の常連。
松永 正晴・昌子夫妻
演 - 浅沼晋平、上村香子
第8シリーズに登場。ペットシッター先の家族。加津のことを気に入っている。
菅井
演 - 永田耕一
最終シリーズ第24話に登場。インターネットCM先のスポンサーの営業部長。

### 城代家
正則（まさのり）
演 - 宮下裕治
第5シリーズ第24話 - 第7シリーズに登場。忠信の息子。コンパニオンのアルバイトで愛と知り合い交際を始める。母親を子供のころに亡くしているためにかなりのファザコンで愛はだんだん不信感を募らせる。第7シリーズでは愛が正則の交際よりも仕事に夢中になってしまい進展に業を煮やし、密かに別の女性と同時に付き合いその女性と結婚することが決まったため一方的に愛に別れを告げて破局する。
忠信（ただのぶ）
演 - 神田正輝
第5シリーズ・第6シリーズ第26話に登場。正則の父。早くに妻を亡くし男手一つで息子を育てた。実家はラーメン屋だった。商社勤めで人の心をつかむのがうまい。自分の父親から受け継いだラーメンのスープを勇に食べさせることでそれまで愛の交際に反対していた勇をデートに送り出すまで改心させてしまう。愛をクルージングに出す為に代理で数日間幸楽の調理場を手伝う。

### 大井家
道隆（みちたか）
演 - 武岡淳一
第9シリーズ - 2015年に登場。貴子・輝の父で大井精機の社長。小島家との関係も良好で、貴子の結婚を心待ちにする。眞に秘書のアルバイトをさせ、いずれは自社に就職してもらおうと考える。しかし、第9シリーズ第42話で自身の会社が海外ファンドに買収されて、新しい仕事が見つかり中国へ移住し、貴子も道隆に同行することになる。しかし、最終シリーズ序盤で脳梗塞で倒れ、貴子とともに帰国し、壮太に手伝ってもらいながらリハビリをする。その後、自身の開発した技術が中国の企業との契約が結び、中国行きを決める。多額の契約金が入金され、別のマンションに引っ越すことになり、療法士によるリハビリをすることとなる。眞と貴子の結婚を強く望み、二人の仲を取り持って欲しいと、同じく眞と貴子の結婚を強く望む壮太に依頼する。2015年SPで施設に入所する。
大井 → 羽山 直子（はやま なおこ）
演 - 夏樹陽子
第9シリーズで登場。貴子・輝の母で道隆の妻（のちに離婚）。道隆とは財産目当てで結婚した。第9シリーズ第42話で大井精機の買収を機に離婚する。五月とは生まれ育った環境が正反対であり、娘の結婚を巡って対立する。離婚後も貴子を引き取ろうとする。
大井 → 羽山 輝（はやま ひかる）
演 - 大川慶吾
第9シリーズで登場。貴子の弟で、眞が家庭教師を務め、慕っていた。眞と貴子を巡り、小島家と大井家の状況を一歩引いた目で見ており、両家の母親の板挟みに振り回される眞を気にかけていた。両親の離婚時に母親に引き取られる。

### 吉野家
杏子（きょうこ）
演 - 渋谷飛鳥
第8シリーズ第2話から登場。眞の彼女となる。スキーと登山と株が趣味。両親曰くお転婆で、男と喧嘩して泣かせた事も多々あるという。コンサート行くのも好きで「ノスタルジー」を眞と鑑賞して望と知り合いおかくらで食事する。第8シリーズ第49話、実家を継ぐ予定だった姉が駆け落ちし、東大を中退して昔からの憧れだった手ぬぐい職人の「平ちゃん」と結婚することとなる。眞と破局してからも一友人として就職や結婚について相談に乗り、大井精機が買収されたのち、税理士になりたいと言いだした眞に税理士事務所を紹介する。
東吾（とうご）
演 - 篠田三郎
第8シリーズに登場。杏子の父。浅草で日本手ぬぐいの店「ふじや」を経営。
秋子（あきこ）
演 - 栗田よう子
第8シリーズに登場。杏子の母。

### 長谷部家
力矢
演 - 丹羽貞仁
最終シリーズ第7話から登場。「かすみ監査法人」に勤務する公認会計士。まひるの兄。のちに育美の夫となる。公認会計士の試験に合格した眞に実務経験を積ませるべく上司・先輩として指導にあたる。自分の部下である眞のことを非常に気に入り、妹のまひると眞を何とか一緒にさせようとする。終盤でまひるが森山壮太に惹かれていることを知ると、今度は妹の恋を成就させようと奔走する。恋人ができないため、まひるには心配される。鉄道ファンである描写は無いが、部屋には鉄道グッズを多数飾っている。バイクにはねられそうなところを眞がかばう。
2012年では、余命3か月の祖母、マキを安心させるため、恋人の金沢育美と結婚し、妹のまひる夫婦と故郷の有馬で合同結婚式を挙げる。
金沢 育美（かなざわ いくみ）
演：寺島咲
2012年登場。力矢の恋人として登場し、結婚して妻となる。
まひる
演 - 西原亜希
最終シリーズ第18話から登場。力矢の妹。のちに壮太の妻となる。周囲の人々からは「まひる」ではなく「あひる」と名前をよく間違えられる。兄とは別の税理士事務所で税理士をしていた。もとは実家の有馬温泉の旅館の跡取り娘なのだが、旅館を継ぐのが嫌で上京する。税理士になったのもこれがきっかけである。自分を実家に連れて帰ろうとする祖母の目をごまかすため眞に恋人と偽ってもらうが、次第に彼に惹かれていく。五月のことを気に入っており、五月自身もまたまひるを「ハキハキした良いお嬢さん」と気に入る。終盤、眞との偽の恋人関係が晴れると、今度は壮太に次第に惹かれていくようになり、実家の有馬温泉の旅館も継ぐ意思を持つようになる。壮太には好意を寄せるものの、プロポーズするのをためらい続け、最終回でようやくプロポーズし、これを受け入れられ結婚することになる。壮太との婚約後は、仕事終わりの夜のみ「おかくら」で働く。
2012年では、余命3か月の祖母を安心させるため、婚約している壮太と結婚し、兄の力矢夫婦と故郷の有馬で合同結婚式を挙げる。
2016年では、税理士事務所を辞め、新装開店した「おかくら」で一日中勤めるようになる。
×マキ
演 - 淡島千景×
最終シリーズに登場。力矢とまひるの祖母。実家の兵庫で有馬温泉の旅館の大女将をしている。眞とまひるが付き合っていると思い込み、五月に挨拶に来る。その後も眞とまひるが付き合っていると思っていたが、第41話でまひると「おかくら」を訪れたときに、眞には貴子という恋人がいることを知り、呆れ果てる。さらにまひるにも、東京でもし恋人ができなかったら実家の兵庫で恋人が見つかって、結婚したら旅館を継げるかもしれないから実家に帰って来るようにと発言する。
2012年は未登場だが、膵臓癌で余命3か月と診断され、健在のうちにまひるの花嫁姿が見たいと願い、孫の力矢夫婦とまひる夫婦の合同結婚式に留袖を着て参加していて、喜んだと語られる。
里子
演 - 坂口良子×
最終シリーズ最終回、2012年に登場。力矢とまひるの母。実家の兵庫で有馬温泉の旅館の女将をしている。力矢の話を聞いて東京を訪れ、壮太へのプロポーズをためらうまひるを後押しする。
マキが余命3か月で健在のうちにまひるの花嫁姿を見たがっていると言いに上京する。

### 「おやじバンド」の人々
中本 源太（なかもと げんた）
演 - 山本コウタロー×
第9シリーズ第8話から登場。中本寝具店店主。ギターと作曲を担当。
×川上 哲也（かわかみ てつや）
演 - 井之上隆志×
第9シリーズ第8話から登場。電気屋店主。パーカッションを担当。2017年急逝。
川上 華江（かわかみ はなえ）
演 - 天童よしみ
2017年から登場。哲也の妻。昔、歌手を目指していた。亡き夫のためにも「おやじバンド」に参加させてほしいと申し出て、新メンバーオーディションを受ける。ボーカル担当で番組主題歌も担当する。
中井 保三
演 - 外山誠二
2018年から登場。ギターを担当。
谷村 庄治
演 - 渡辺憲吉
2019年に登場。キーボードを担当。「幸楽」が忙しくなり、バンドを抜けることになった誠に代わり、「おやじバンド」のメンバーになる。本業はピアノ奏者。
金田 典介
ベースギターとボーカルを担当。詳細は「金田家」を参照。

### キミの友人
トミ、ふじ
演 - 大路三千緒×、たうみあきこ
第5シリーズに登場。
初子、浪江
演 - 宮内順子、久松夕子
第7シリーズ第46話に登場。

### その他の人々（五月周辺）
成田（なりた）
演 - 矢島健一
第1シリーズに登場。健治の幼なじみで、成田商事経営だがかなりアコギな商売をしている。借金取り。約1000万貸していたが、勇が返済し借用書を取り返している。
北原（きたはら）
演 - 磯部勉
第5、第7シリーズに登場。「北原設備工業」の社長。「おかくら」の常連客で、ときどき隆を連れてくる。
里美（さとみ）
演 - 大沢さやか
第6シリーズに登場。勇が通い詰めるバー「くるみ」のママ。勇と不倫関係になったと思われたが、実は美人局。のちに改心し、勇や五月に謝罪して店を閉め、郷土に帰る。
石川 保（いしかわ やすし）、竹村 光介（たけむら こうすけ）
演 - 若松俊秀、坂上忍
第7シリーズに登場。両名とも愛のクライアント。
招待客
演 - 森康子
第8シリーズ第10話に登場。愛と誠の結婚式の招待客の一人。
常吉（つねきち）
演 - 左とん平×
第9シリーズ第39話に登場。誠の新人サラリーマン時代の行きつけの屋台のラーメン屋の主人で、誠が屋台をやるきっかけとなる人物。
岩田（いわた）
演 - 山崎銀之丞
最終シリーズ第28 - 34話に登場。道隆が大井精機を経営しているころからの顧問弁護士。道隆が考案した新しい技術の開発のことで相談があるということで道隆から依頼を受ける。
八田（はった）
演 - 緒形幹太
最終シリーズ第37話に登場。大井精機の元社員で、技術部に所属していた。大井精機が買収されたあと、道隆と貴子が中国に行く際、自身も同行して中国へ行っていた。2人が帰国したあとも中国に残っていたが、道隆の代理で来た眞と会い、目的である中国の企業との交渉を眞と一緒に行う。交渉を終えたあとは眞と一緒に帰国し、道隆や貴子と再会する。

## 三女・文子の周辺の人々

### 高橋家
亨（とおる）
演 - 三田村邦彦
文子の夫（のちに離婚）。望の父。1958年生まれ。もともとは文子と同じ会社で営業関係の仕事をしていて、文子のほうが社内での地位が高かったものの、文子の仕事に対して理解のある夫だった。しかし、望の養育問題、教育問題で母年子の介入を拒否できず、同時期には社内の女性部下と浮気をしていたが母との同居を決意する。その後、会社の待遇に対して不満を持ち、退職して自然食品の店あさまを開く。第3シリーズではアルツハイマーになった母の面倒を文子とともに見るが第4シリーズ前に母を亡くして文子と離婚する。（1回目の離婚）あさまの経営権は嫌々ながら文子に渡したものの、残りの遺産をハワイでのホテル経営（TIH）に注ぎ込み成功すると望の親権を取り戻しハワイで一緒に暮らそうと友人の宗方を使って文子の面倒を見るふりをさせて画策する。あさまの経営状況は悪化の一途をたどり、望を引き取る目論見も文子に露見してしまったため第27話で店をたたむ。その後文子と再婚し家族揃ってのハワイ移住を希望するが、文子に反対され単身赴任状態となる。望のことで問題があると気軽に帰国し、それなりに父親としての役目を果たす。何かにつけて文子をハワイに誘うが、文子は頑として行こうとしない。その後は息子の望と一緒に暮らすが、最終シリーズ第19話でナンシーにホテルのことに口出しされるのに嫌気がさしたうえに、肺癌で余命1年と宣告されて、望を残して日本に帰国。病気療養と並行してFTトラベルの顧問に就任する。第25話での精密検査の結果、肺癌は誤診で、炎症であったことがわかり、病状も文子によって徐々に快方に向かってゆく。第26話で無事に治療を終え、「もうハワイには戻りたくない」と言い、再び文子の仕事を手伝うようになり、旅行業の面白さを覚える。
2013年では文子が心筋梗塞で倒れたところを献身的に看病し、文子の退院後に文子からプロポーズを受け、再び復縁するが、2016年で仕事の上で折り合いがつかず、三度目の離婚をする。離婚後も文子とは友人として付き合い、2019年では再び「FTトラベル」で働いている。
望（のぞみ）
演 - 冨田真之介
文子・亨の長男。1986年生まれ。親思いの優しい子であるが、成長するにつれて親に反発したり自分の意見を主張するようになる。私立小学校卒業前に友人が恐喝してお金で一緒に遊んでいた所、ゲームセンターで補導されるが、望自身はカツアゲに関与してないので停学になる。その後退学し公立小に転校する。中学1年の夏休みにはギター演奏のボランティアのため突然家を空けて文子を心配させた。この頃から旅行業務で忙しくなった文子に代わって家事をするようになり、両親の離婚と再婚や文子の仕事などで親の目が届かなかったこともあり早くに自立心が芽生えている。眞とは一歳違いで仲が良く、隆とも交友があり、ボランティア活動する。ハワイに移住してからは亨が経営するハワイのホテルの後継者になるのを夢見て、亨の下で働く。亨がハワイに単身赴任状態となってからは親権は文子に移るが、第9シリーズ第38話で亨と文子が正式に離婚してからは、親権は亨の元に正式に移る。だが、最終シリーズ第19話で亨が帰国したため、婚約者とともにTIHを守る。文子も納得した第一志望の高校に入学し学力も眞と引けを取らないくらいに優秀であり、眞と一緒に東大を受験するものの、音楽大学に行きたいという目標があったため、わざと不合格になる。
2012年では、ハワイ在住の女性のルリと結婚していたが2018年では亨の口から望が結婚する話が再度出ており、この話はなかったことにされたのか離婚したのかは不明である。現在は亨の後を継ぎTIHで2代目を継いでいる。
×年子（としこ）
演 - 河内桃子×
第1シリーズ第6話 - 第3シリーズに登場。長身の中年女性。亨の母。文子の姑となる。人形作りが趣味。
一人息子の亨を溺愛し、プライドも高い。当初から文子との結婚には反対する。結婚後、第1シリーズでは最初の実家での同居の際に望の教育方針の相違などから文子と対立することが多いが、のちの第2シリーズでの同居ではお互いの生活に干渉しないことを約束する。第3シリーズでは60代後半で若年性アルツハイマー病にかかっており、介護を文子に押し付けたため、亨との最初の離婚の要因となる。なお、珠子が週3日ずつ交代でやればいいと言う意見で交互に介護するようになる。
資産があり賢いため当初は節子とことあるごとに衝突し互角に論争していたが、次第に女性同士・母親同士ということで仲が深まってゆく。結婚式で知り合った山口政子とはカラオケ行ったりする程仲が良い。
また、シリーズに登場する姑たちの中では比較的嫁に理解があるほう。
アルツハイマー病の末、1998年4月に死去。

### 金田家
利子（としこ）
演 - 山下容莉枝
第6シリーズ第30話から登場。文子の友人で典介の妻。恵理の母。文子との最初の出会いでは子供のことで衝突してばかりだったが次第に意気投合し、文子の旅行会社を手伝うものの、夫の転勤でインドへ行く。最終シリーズ第1話で1年半ぶりに帰国し、再び文子の仕事を手伝うことになる。2013年以降は未登場。
典介（でんすけ）
演 - 佐藤B作
第6シリーズ最終話から登場。利子の夫。恵理の父。勇が結成したおやじバンドではベースギターとボーカルを担当。亨と意気投合する。酒癖が悪く、「おかくら」では何度も悪酔いする。おやじバンドに熱い思い入れがあったが転勤でインドへ行く。最終シリーズ第1話で1年半ぶりに帰国し、再びおやじバンドで活動することになる。最終シリーズ最終回では眞の結婚式の仲人を務める。
恵理（えり）
演 - 倉沢桃子
第6シリーズ第27話 - 第7シリーズに登場。利子・典介夫婦の長女、望の親友でガールフレンド。望とは音大受験の際に通っていたピアノ教室で知り合う。のちにウィーンに留学する。

### 「FTトラベル」の従業員
演 - 諏訪ひろ代・高橋礼恵・前田淳・田辺秀昴

### その他の人々（文子周辺）
十波菜穂
演 - 田中雅子
第1シリーズに登場。食品会社の専務秘書。亨の浮気相手だった。
七重（ななえ）
演 - 市丸和代
第3・4シリーズに登場。亨が経営する自然食品店「あさま」の従業員。
里沙（りさ）
演 - 山本真由美
「あさま」の従業員。
太田教授（おおた）
演 - 津嘉山正種
第3シリーズに登場。年子の主治医。
奥田（おくだ）
演 - 長谷川哲夫
第3シリーズ第7話に登場。年子の担当の銀行員。
ナンシー
演：藤谷美紀
第9シリーズ第37話に登場。ハワイの亨宅で働く、日系三世のメイド。なんでも手際よくこなし、日本人の祖母から仕込まれた料理は亨たちからも絶賛される。このナンシーの存在が文子・亨夫婦の本当の離婚のきっかけとなる。

## 四女・葉子の周辺の人々

### 大原透（あきら）
演 - 徳重聡
第8シリーズから登場。葉子の三度目の夫。ゆきとみきの父。高校生の頃に両親を交通事故で亡くしており、単身渡米して設計関係の仕事を行っていた。そして、宗方にその腕を認められ、雇われる。葉子との間に子ができるものの、葉子の不注意で流産となる。その後、一級建築士の資格を取れなかったら妻の葉子と別れると言うが、無事合格し、葉子と設計事務所を持つ。最終シリーズ第23話では葉子が双子を妊娠する。葉子の出産後は育児休暇を取得し育児に専念する。2019年は四十九日後、1年間のベトナム赴任中。
ゆき
演 - 山口柚樹(2013年) → 林凛果(2015年) → 高橋寧音(2016年 - )
葉子と透の娘。
みき
演 - 森田愛花里(2013 - 2015年) → 高橋乃愛(2016年 - )
葉子と透の娘。

### 山口家
太郎（たろう）
演 - 船越英一郎
第1シリーズ第10話から第8シリーズに登場。「山口商事」の社長。葉子の婚約者で、ハワイ時代から葉子とつきあっていた。葉子が日本へ帰国してアパート住まいになると、そこで半同棲生活を始める。しかし、母に結婚を反対され、葉子が社長夫人に納まることに疑問を持ったため破局。太郎は政子にいわれるまま、政略的結婚をする。しかし、結婚は長続きせずすぐに離婚。その後、葉子と婚約までするが、合併先の会社の娘である美智と結婚するため結局は葉子と婚約破棄をする。その後も葉子の現状に責任を感じ、葉子に幸せになって欲しいという気持ちから、しばしば葉子に援助の手を差し伸べる。劇中で初めて携帯電話を使った人物。（第2シリーズ）
政子（まさこ）
演 - 草笛光子
第1シリーズ第23話から第7シリーズに登場。太郎の母。山口商事の経営に関わってきた資産家。太郎と葉子が交際をしていると知った当初は、家柄が合わないと結婚に反対する。しかし、政子が連れてきた太郎の嫁との仲がうまくいかず離婚させたため、太郎と葉子の婚約を破棄したことを後悔する。太郎と美智の結婚後、美智の病気の両親が山口家に同居することになり居づらくなり、葉子のもとに押し掛け無理矢理同居し、葉子の世話を始める。第4シリーズでは山口家にメリットのなくなった美智を離婚させて葉子と太郎を結婚させようと画策するが、美智の父に莫大な慰謝料を請求されたことと二人にその気がないことであきらめる。第5シリーズでは政子が気に入った宗方直之との結婚を勧める。宗方との結婚後、二人のために贅沢なマンションを準備し、自分も一緒に同居を始める。葉子は政子の好意をありがたいと思う一方、時折煩わしさも感じる。結局葉子は宗方と離婚し、大原と同棲を始めたため政子のもとを去る。葉子の婚約を破棄させたにもかかわらず勝手に葉子の母親代わりを自負して意見を述べたり同居をしたりしていることから大吉や姉妹たちからは疎ましく思われている。
美智（みち）
演 - 一路真輝
第3シリーズ第49話から第6シリーズに登場。太郎の妻で、財産家の娘。離婚歴があり太郎とは再婚。事業が傾いていた山口商事の起死回生のため合併した会社の娘でお互いの家の利害が一致しいわば政略結婚により太郎と結婚する。結婚後両親が病気になりほとんど実家に帰っているような生活をしていたが、その実家を抵当に入れて借金した事業資金が返済できなくなり競売にかけられ山口家に同居するようになった。これが嫌で政子は葉子と同居するようになる。控えめな性格のように見えるが、山口家にとってはメリットがなくなった自身と両親を守るため太郎と葉子の仲には口をはさまず、葉子と親しくなり相談を持ちかけたり家族ぐるみの付き合いをする。その後空間デザイナーの勉強をするようになり葉子と仕事をするようになる。
太郎の父
演 - 岸野一彦×
名前は不明。 第1シリーズ第34話に登場。太郎の結婚式披露宴の1シーンのみ登場。台詞はないうえ、その後のシリーズにも登場しない。第7シリーズ19話で政子が肺がんになった夫を世間には海外視察という名目で入院させてその間に自分が会社を引き継ぐ準備をして1年後に亡くなったと語っているため故人。

### 竹原家
洋次（ようじ）
演 - 唐沢寿明
第1シリーズ第17話、第22話 - 最終回に登場。葉子の最初の夫。葉子と同じ設計事務所で照明デザイナーとして働いていた。そのことが縁で第42話で葉子と結婚し、二人で岡倉家に住むようになる。しかし、怠惰な生活をする洋次に節子は厳しくあたり、婿養子の洋次は肩身の狭い思いをする。そんな洋次に葉子はハワイへの移住を提案し、洋次は照明の勉強のためにもハワイに行きたいと返事をする。しかし、第2シリーズではアメリカの永住権を欲しがり、葉子を捨て、別の女性に走る。
留子（とめこ）
演 - 本山可久子
第1シリーズに登場。洋次の母。岡倉家で暮らすようになった洋次に「婿にやった訳ではない」と釘を刺す。
洋一（よういち）
演 - 渡辺寛二
第1シリーズに登場。洋次の兄。竹原家の長男で実家の果樹園を継ぎ、母とともに家を支える。

### その他の人々（葉子周辺）
青山 久光（あおやま ひさみつ）
演 - 榎木孝明
第4シリーズ第50話・最終回、第5シリーズに登場。タキの長男。前妻とのあいだに2人の息子がいる。葉子の2度目の婚約者。幼いころから絵を描くのが好きだったがタキが家業を継がせるために全く違った道に進ませた。その後家業に失敗し妻とも離婚。画家を目指しおかくらの近所のマンションに越してくる。タキは好きな絵を描かせてやらなかった後悔と贖罪の気持ちから面倒を見る。英作と長子の発案でおかくらで個展・絵画販売会を開催したこともある。住宅兼アトリエの設計を葉子に任せたことで仲が深まり婚約する。しかしタキは結婚に反対し、珠子と長子と葉子と顔合わせているところに久光の息子たちを送り、その再会の様子にショックを受けた葉子から婚約破棄をされる。その後は前妻とよりを戻し一緒に暮らし始めたため、タキからは完全に縁を切られ話にも登場しない。
宗方 直之（むなかた なおゆき）
演 - 井上順
第4シリーズ第9話から登場。設計会社「NAOエンタープライズ」の社長。実業家で他にも様々な会社を経営している。葉子の二度目の夫。葉子より15歳年上。当初は亨の友人で自然食品の店「あさま」を始めた際の出資者の2人のうちの1人だった。文子と亨の離婚の際に店を売ろうとした亨を説得し離婚の慰謝料として文子に店の経営権を渡すことを了承させたため文子に感謝され店の経営が厳しいときはアドバイスをしたり金銭援助をして一時期は文子がそれを好意と勘違いしていた。しかしすべては亨の差し金で息子の望を亨のいるハワイに連れていくためだったと知らされ失恋した上に親子を引き離そうとしたとして激怒する。この時期に駆け出しの建築家だった葉子を紹介し軽井沢の別荘の設計を頼んだことでその後は葉子の関係者として登場するようになる。こうしたことから以後劇中では亨と文子との関係は全く触れられることがなくなった。葉子に惹かれて何度も告白を試みるもよい返事は貰えなかった。自分の会社の起死回生のために葉子との婚約パーティーを開いたりビジネスに利用することもあった。その後自身が膵臓癌になったことで葉子と結婚する。新婚旅行のためと公表して仕事から一時離れ治療に専念する。手術は無事成功し、そのまま新婚生活を送るが葉子と部下の透との不倫により破局する。
優しく紳士的な性格で、葉子と大原の不倫が発覚した際も怒るどころか、宗方自身が大病を患ったときに葉子に助けてもらった恩義があるために逆に二人を祝福する。登場時のいきさつや資産家ゆえに仕事を与えることで葉子の気を引いていたこと、そして掴みどころがない性格のため、岡倉の人間からはいい印象を持たれなかった。長子ですら葉子が画家の青山と恋愛していた時には青山との結婚を勧めていた。
中村 朋美（なかむら ともみ）
演 - 五十嵐めぐみ
最終シリーズ第43話に登場。出産を間近に控えた葉子の担当医。
ベビーシッター
演 - 中西ちか子
最終シリーズ最終回に登場。

## 五女・長子の周辺の人々

### 本間家
英作（えいさく）
演 - 植草克秀
第2シリーズ第2話のラストから登場。脳外科医で、本間病院の跡取り息子。常子の長男で由紀の兄。長子の二度目の夫であり、日向子の父。極度のマザーコンプレックスの持ち主。1967年9月生まれ。描写は無いが、会話から学生時代は下宿先の近所の「幸楽」の常連客の一人で、キミや五月に食事や洗濯の世話をしてもらう。そのため「幸楽」との関係は深い。本間病院を継ぐよりも大学病院で脳外科を極めたいと、常子の大阪へ戻って来いという話はいつも拒絶する。常子の進めた病院長の娘との縁談を断りもせず、しぶしぶ話に乗るが、長子をどうしても諦めきれず結婚式の当日に逃げ出す。このため医師としての出世コースからは外れてしまった。ストレスがたまると幸楽で勇と泥酔するまで飲み明かし周囲の人への不満を吐くことがしばしばあり、ここで岡倉の話を幸楽にして幸楽の話を岡倉に持ち込み騒動になるため、五月や長子からは嫌がられている。長子のわがままを許し、長子に理解ある風を見せるが、本心ではかなり不満がたまる。大吉のもとで婿養子同然の生活を送っていることにも、自分の不甲斐なさを感じ神林の家に身を寄せたこともある。何度も激務で倒れるたびに病院を転々とする。当初は母親と神林の交際は快く思わず「色ボケババア」「色ボケジジイ」と呼び大反対していたが段々と神林の人柄を知り理解を示すようになった。
第9シリーズ第26話で勤務中に過労によって倒れ、脳外科の手術はもうできないと診断され、勤め先の病院を退社し、神林の勧めで神林クリニックで訪問診療の仕事を始める。神林の死後は、在宅医療専門の「本間クリニック」を開業。
日向子（ひなこ）
演 - 土江海鈴（第3シリーズ） → 高塚麻衣（第3シリーズ） → 日野美紀（第4シリーズ） → 大谷玲凪（第5シリーズ - ）
第3シリーズ放送前の1995年『年末スペシャル』で誕生する、長子・英作の長女。1995年12月6日生まれ。家族からは「ひな」と呼ばれる。当初、大吉は静かで淑やかな娘に育つように「静子（しずこ）」と命名しようとするが、常子と英作がすでに「お日様に向かってまっすぐ育つように」と「日向子」という名前を考えており、大吉の案は却下される。両親が仕事で忙しく相手にしてもらえないため、大吉や常子と遊びに行くことがある。第8シリーズにおいて、大吉にねだって飼うことになった犬のルル（マルチーズの雌）を溺愛する。最終シリーズではインターネットにはまり成績が下がったため、長子に叱られる。ネットで知り合った乃木智と付き合う。最終シリーズ第23話では壮太や大吉の仕事ぶりを見て、「おかくら」を継ぐつもりになり、料理コンテストで優勝するほどの腕前を持つまでに成長する。その後も夏休みや放課後を使い頻繁におかくらの手伝いをする。長子は大学卒業が条件と主張するが、自分の思いを通す。
2016年SPでは、大学に進学するが休学し、正式に「おかくら」の跡継ぎとして、タキ、森山夫婦と4人で「おかくら」を続けていくことになる。
×常子（つねこ）
演 - 京唄子×
第2シリーズ第16話から登場。長子の姑。英作・由紀の母で神林の内縁の妻。1942年12月24日生まれ。大阪で本間病院を医師であった夫（登場以前に死去のため未登場）と助産師である常子の二人で築き上げる。自己中心的で我が強くわがままで、自分の思い通りにならないと気が済まない性格。夫と一代で築いた病院と本間家にプライドを持っており最初に英作夫婦がおかくらに同居するようになったのを知ったときは怒鳴り込んできた。英作や長子とは互いの意見の食い違いなどで度々衝突する。息子・英作、娘・由紀の双方が病院を継ぐことを望むが、どちらもその気がないことに不満を持つ。一度は由紀夫妻に病院を任せたことで英作夫妻には音沙汰がなくなるが、経営方針をめぐって対立し再びおかくらにやってくるようになる。孫の日向子が生まれてからは孫に継がせようと教育に熱を上げる。東京へ出てきた折に神林と知り合い交際を始める。その後、第7シリーズ第19話で神林からの求婚を受け、神林と再婚する。娘の由紀に春日伸彦（婿養子）を迎え、本間病院を継がせるが、のちに伸彦を追い出し、英作に本間病院をゆだねようとする。しかし、英作・由紀と喧嘩別れして本間病院をつぶす。その後、一時期は京都で助産師をしていたものの解雇され東京で神林と暮らし、老人医療のボランティアをしているが、第9シリーズ第15話で脳卒中で倒れる。最終シリーズ第1話での神林の死後、神林家が売却されることとなったため、岡倉家の近所のマンションに住む。登場当初は経済力があり家には家政婦がおり東京に出てくる際は毎度高級ホテルに泊まったり金でものを言わせるような言動が多々あった。しかし由紀夫妻に本間病院を継がせるために病院を建て替えた際に骨董品など目ぼしいものは売り払って借金をした上に日向子を医者にするためにお受験にのめり込んだりするうち段々と質素になり、ついに婿の伸彦とその姉に騙され病院を破綻させてしまった後は生活に困窮するようになった。神林の死後は住む家もなくなってしまい見かねた大吉がマンションを借りる支援をした。晩年には趣味になったゲームセンターで遊ぶ小銭にも不自由するようになり英作に生活費のすべての面倒を見てもらっていた。山口政子のことが苦手である（第6シリーズ第13話より）。
2012年SPでは、足腰の弱りから家に閉じこもっていたが、大吉の金銭的援助もあって老人ホームに入居する。
2017年春に脳出血で死去。
最終シリーズ終了後、2016年まで複数回放送されたスペシャル版には出演していない。京にとっては本作最終シリーズが最後の出演となった。

### 神林家
×清明（きよあき）
演 - 愛川欽也×
第4シリーズ第22話 - 第9シリーズに登場。常子の内縁の夫（籍はいれなかった）となる。大学病院の内科医師から、神林クリニックの院長となる。一人息子がいる。自宅で常子・英作一家とにぎやかに暮らす。当初、常子との付き合いは英作・長子夫妻からは色ボケジジイと呼ばれ大反対されたものの、英作の妹の由紀が常子の干渉から解放されると喜ぶと長子も賛成にまわった。英作は最後まで反対していたものの心臓発作で入院した常子を思いやる様子に心を動かされ少しずつ医師としても信頼され同居するようになった。第9シリーズ終了後から最終シリーズ第1話の間に心筋梗塞で死亡する。
守弘（もりひろ）
演 - 山口良一
第7、最終シリーズに登場。神林と前妻の一人息子。第7シリーズでは、父の神林と常子の再婚を反対し、常子が金目当てであると決めつける。最終シリーズ第1話では、亡くなった神林の相続税を払うため、神林邸を売らなければならないと申し出る。「神林クリニック」にあった医療器具は英作に安く譲る。

### 由紀と関係者
本間 由紀（ほんま ゆき）
演 - 片岡京子（第2シリーズ第6話 - 第2シリーズ最終回） → 小林綾子（第4シリーズ - ）
第2シリーズ第6話から登場（第3シリーズは未登場）英作の妹。長子の小姑。紀彦の母。春日信彦を婿養子に迎え、息子の紀彦を儲ける。本間病院を継ぐが、のちに手放す。
神林夫婦と同居するが、常子と紀彦をめぐり対立し、追い出される。不妊治療を専門とする医師。犬嫌いで、英作と同居中は英作がいないあいだに、ルルをベランダに放り出す。お嬢様育ち故、ワガママな性格と母親譲りの強引さで度々周囲を引っ掻き回す。
2017年SPでは、仕事が忙しいために母・常子を老人ホームに入れたまま、最期も看取ることができなかったことの後悔から、紀彦のアメリカ留学を期に兄・英作の訪問診療を手伝い始める。
本間 紀彦（ほんま のりひこ）
演 - 村山蒼也
第6シリーズ第38話で誕生する、由紀・春日伸彦の長男。2002年12月生まれ。両親の離婚後は母のもとで暮らす。喘息がある模様。

#### 春日家
春日 伸彦（かすが のぶひこ） / 本間 伸彦（ほんま のぶひこ）
演 - 葛山信吾
第5 - 第8シリーズに登場。静子の弟。本間由紀と結婚し、息子の紀彦を儲ける。子宮癌手術を専門とする医師であり、その腕は常子のお墨付きである。本間病院を継ぐが、のちに姉を本間病院に入れて、静子名義の新しい病院を作る。
これがきっかけで由紀との離婚に陥り、第8シリーズで本間病院の経営状況が悪化し、倒産するきっかけとなる。
春日 静子（かすが しずこ）
演 - 大寶智子
第6シリーズに登場。伸彦の姉。不妊治療を専門とする医師。
本間病院を継いだ弟によって本間病院に送り込まれ、第7シリーズで弟の伸彦とともに本間病院の経理を一手に握り、利益を持ち出して逃げ、自分名義の新しい病院を作る。

### 遠山関係者
×遠山 昌之（とおやま まさゆき）
演 - 香川照之
第1シリーズ第16話 - 最終回に登場。長子の最初の夫、遊の父となる。運送会社の社長で、運転中、飛び出してきた子犬を助けようとハンドル操作を誤り、歩道を歩いていた長子をはねる。入院した長子を毎日見舞い、退院後もリハビリの送り迎えをする。その後、恋人の竜一に振られた長子が熱を出した遊を看病して、二人は急接近する。長子にプロポーズし、大反対する大吉と節子を説得し第1シリーズ最終回結婚する。1993年4月（第2シリーズ第2話）、仕事中にクモ膜下出血で倒れ、英作の手術の甲斐なく死去。運送業は赤字であり借金経営で遺産は無く、兄は相続放棄をしている。
遠山 遊（とおやま ゆう）
演 - 山辺江梨
第1・2シリーズに登場。昌之の連れ子。長子と再婚したあとも、長子との関係は良好で、アメリカンスクールに通わせてもらう。1993年4月、父がクモ膜下出血で死去し運命が大きく変わる。昌之の遺産を欲しがった伯父の孝男に引き取られるが、こき使われたあげく施設へ入ることとなり、施設に入る前に長子に会いにやってくる。遊を不憫に思った節子に引き取られ、岡倉家で暮らすようになり可愛がられる。その後、雲仙で旅館を営む母方の親戚、田村家の養女として引き取られ、岡倉家を出る。
遠山 孝男
演 - 芹澤名人
第2シリーズに登場。昌之の腹違いの兄。茂子の夫。昌之の急逝後、遊を引き取りたいと長子に申し出る。
その理由は兄の遺産目当てであり、妻と共に幼い遊に対し家事一切を押し付けた挙句、施設に入れようとする。
遠山 茂子
演 - 岡本茉利
第2シリーズに登場。孝男の妻。
田村綾子
演 - 香川京子
第2シリーズ第46話、第47話、第48話に登場。遊の母方の親戚。雲仙の温泉旅館「半水盧」経営。
田村治茂
演 - 小島秀哉×
第2シリーズ第47話、第48話に登場。綾子の夫。
川本（かわもと）
演 - 石坂浩二
第1シリーズ最終回に登場。川本建設社長。昌之の仕事関係での恩人で、結婚に大反対する岡倉に昌之の人柄などを語り、結婚の承諾を求める。サラリーマン時代の大吉とも面識がある模様である。

### 長子の友人
加納 竜一、小木 文太
演 - 矢野武、佐野大輔
第1シリーズに登場。長子の大学時代の友達。
大木 すみれ
演 - 横島江里子
第1シリーズに登場。長子の銀行勤務時代の同僚。長子とは同期入社だが、高卒で長子より年下なため長子を「先輩」と呼んでいる。ぽっちゃりとした体型で優しく気立ての良い性格の女性。母親が病弱で兄弟の面倒も見ていたので家事は上手。長子に頼まれて竜一の身の回りの世話をしていたところ、竜一の両親が訪ねてきて彼女を気に入ったため、竜一と結婚し、専業主婦になる。

#### 大木家
忠則（ただのり）
演 - 東山紀之
第2シリーズ第25話に登場。忠信の息子で、御曹司。英作の担当患者で、父・忠信との関係がうまく行かず、記憶喪失のふりをしていた。長子が「おかくら」に連れてくる。「おかくら」に居候しながら「幸楽」でアルバイトをする。絵を描くのが趣味で手品もこなせる。学生時代は野球部で、合宿中に料理をしていたので幸楽では即戦力だった。居候中に貰った良や勇や亨の古着を貰って帰る。
忠信（ただのぶ）
演 - 中条静夫×
第2シリーズ第25話に登場。忠則の父。不動産業を営んでいる。

### 本間クリニックの人々
八木 晴彦（やぎ はるひこ）
演 - 関口まなと
2018年から登場。元は大学病院に勤務していた外科医師。英作のアドバイスにより、父親を在宅介護し看取った経験を持つ。在宅医療の重要性に目覚め、大学病院を辞めて英作のクリニックに押しかけ弟子入りを志願した。本間クリニックで在宅医療の仕事にやりがいを感じている。
ミツ、ハル
演 - 岡本茉莉、小嶋佳代子
2016年後篇から登場。本間クリニックの看護師。

### 藤川家
昇（のぼる）
演 - 小野塚勇人
2019年SPに登場。「おかくら」の常連客。商社の御曹司。日向子に思いを寄せており、プロポーズするが、日向子には「おかくら」を継ぐことを理由にプロポーズを断られる。日向子のことを諦められず、家を出て、会社も辞めて「おかくら」で板前修業したいと言い出す。
芳子（よしこ）
演 - 上村香子
2019年SPに登場。昇の母。家を出て「おかくら」で修行すると言い出した昇を連れ戻しにやってくる。

### その他の人々（長子周辺）
乃木 智（のぎ とも）
演 - 菊池風磨
最終シリーズに登場。日向子の恋人。日向子とはインターネットを通じて知り合い、付き合うようになる。
河野
演 - 渡辺文雄×
第2シリーズ第8話、第17話に登場。英作の勤務先、城東医科大学附属関東総合病院の院長。
佐久 祐二
演 - 海津亮介
第2シリーズ第14話 - 最終回に登場。
河野 典子
演 - 松本友里×
第2シリーズ第17話、第24話に登場。河野の娘で英作の婚約者。
五十嵐 牧子
演 - 和泉雅子
第4シリーズ第28話に登場。栄養士。神林の知人で、大吉の後妻にと紹介するが大吉にその気はなかった。
小坂
演 - 須永慶
第9シリーズ第26話に登場。英作の勤務先の医師で、英作の担当医。
老婆
演 - 森康子
最終シリーズ第29話に登場。常子と一緒にゲームセンターに行く。

## その他（物語の筋とはあまり関係のない人物など）

### シリーズ複数回
「おかくら」の常連客
演 - 須永慶
第4・第6シリーズに登場。

### 第1シリーズ
おたふく女将→久美
演 - 渡辺陽子
「おたふく」の板前
演 - 河野郁夫
売り場チーフ
演 - 瀬川芳美
中川
演 - 玉野井直樹
花屋の店員
演 - 梶岡潤一
測量士
演 - 内田大貴、椿基之
幸楽の客
演 - 佐藤恵子
引越センターの男
演 - 石原聡
川島 初枝
演 - 菅原チネ子×
聖十字病院の看護婦長。
坂口 恵美
演 - 高橋恵利香、戸垣恵理子
聖十字病院の患者。
稲垣 光子、信子、中村光子、広野百合、藤枝時恵
演 - まきのかずこ・川口圭子・南雲由紀子・佐藤典子
聖十字病院の看護士
松井 高子
演 - 小川夏代
浅野 しのぶ
演 - 長島純子
香川 裕子
演 - 木村栄子
丹波 千恵子
演 - 斉藤典子
矢沢 静江
演 - 那須佳菜子
芳美・道子
演 - 神保共子・神野桃
立花家の使用人
婦人客
演 - 秋山京子、大城弥生

### 第2シリーズ
国分太一、山口達也、城島茂
節子が家出したときに宿泊する旅館で、カラオケをしていた若手の会社員。節子と一緒に酒を飲む3人組の1人。会社の社員旅行で来ていたらしい。
定夫
演 - 丸茂太郎
「おたふく」の調理見習い。「サダちゃん」と呼ばれる。「おたふく」閉店後、「おかくら」でも登場するが、このときは「調理人見習」という役名。
林田 明・木谷 真吾
演 - 伊藤隆明・山口友一郎
いわき工場従業員。良の部下で秋葉と共に良の社宅に来て、食事や趣味活動をする。
河野 典子
演 - 松本友里×
河野の娘。英作の婚約者だったが、英作は長子に惚れており、結婚式を反古にされる。
啓子
演 - 小野さやか
院長秘書。長子に仕事を引き継ぐ。
川越
演 - 円谷浩×
葉子が照明を手がけるレストランのオーナー。太郎とは高校、大学時代からの親友で、資金を出してもらう。
塩田
演 - 早川純一
葉子の同僚。葉子とともに川越のレストランを手がけ、葉子の才能を認める。
浅井・中原
演 - 大原穣子・恩田恵美子
あさまの客。
広田
演 - 三上直也
「おたふく」売却の件で、咲枝の息子、文太が連れてくる男。
道子
演 - 立石涼子×
クニ化粧品店で久子から宝石を買うが、偽物と気づき、久子の元に怒鳴り込んでくる。
春山
演 - 花悠子
登の担任。登校拒否だった登のことで、「幸楽」に家庭訪問に来る。
あいざわ きょうこ
声 - 林玉緒
昌之が亡くなった日に、遠山家の留守番電話に入っていた声。長子をクラス会に誘う。

### 第3シリーズ
中野
演 - 津村鷹志
立石一茂が入院する病院の医事局長。
古賀
演 - 国分博
愛とときどきホームで出会ったり、同じ電車に乗ったとき、話をしたりする。手紙のやりとりもし、互いに好意を持つ。悩んでいた長谷川を小島家につれていったとき、長谷川の代わりに勇のパンチを食らう。
長谷川
演 - 三浦勉
百合に頼まれて、軽い気持ちで愛を中傷する電話を小島家にかける。それが愛の家出騒ぎに発展したと知り、古賀に相談し、小島家に謝りに来る。
百合
演 - 松下恵
愛の親友で、バレーボール部の補欠。愛とは何でも話し合える心の友で、良きライバルだったが、正式メンバーの愛が合宿に来なければ自分が正式メンバーになれると思い、長谷川に中傷の電話をかけるように依頼する。親友を裏切ることをして、深く反省する。
トミ
演 - 西岡慶子
本間家の明るい手伝い。あかりの結婚式で留守になる長子の代わりに日向子の面倒を見るため、常子と一緒に大阪からやってくる。
奥村
演 - 吉野由樹子
年子が入院する老人専門病院の看護婦長。
明石
演 - 石井洋祐
長子が流産したときに入院する近所の病院の医師。
時枝（未登場）
勇の小学6年生のときの初恋の相手。角の文房具屋の娘。勇はラブレターを書いたり、待ち伏せて一緒に帰ったりする。時坊と呼ばれる。その後は静岡に嫁に行き、ときどき里帰りしているらしい。

### 第4シリーズ
高木
演 - 剛たつひと
第2話に登場。旅行代理店社員で、節子のニューヨーク旅行の担当者。
宮村
演 - 秋山浩一
第2話に登場。高木とともに岡倉家にやってくる旅行社の社員。
岡野
演 - 山本亘
第26話に登場。眞の中学校の担任。
直子
演 - 渡部はるか
愛たちと一緒にスキー旅行に行く。勇に嘘をついていたことが露見した愛をかばう。
紺野先生
演 - 有安多佳子
眞の小学校時代の先生。転校前の加津が校内でうろついていたので、幸楽まで連れてくる。
サチ
演 - 青柳喜伊子
勇と五月が北海道旅行に行ったときの旅館の仲居。
田中 さとみ
スキー旅行中、バス事故で意識がなくなり足首も骨折する。
ひろこ
バス事故で骨折する愛の友達。
田中 明子
演 - 長谷川稀世
愛の友達さとみの母。子供たちだけで旅行に出す。
長崎 さやか
眞がEメールでラブレターを出す同級生。
長崎 峯子
演 - 松坂隆子
さやかの母。眞からのメールを見て、眞をストーカーだと思い幸楽に怒鳴り込んでくる。

### 第5シリーズ
沢村
演 - 山口崇×
最終回に登場。大吉が診てもらう医師。

### 第6シリーズ
峯屋（呉服店）主人
演 - 野川由美子
第47話に登場。
愛のアルバイト先の先輩AD
演 - 須藤公一
最終回に登場。
愛のアルバイト先のスタッフ
演 - 広澤恵
第50話に登場。

### 第7シリーズ
保健所職員
演 - 半海一晃
第6話に登場。
勝田
演 - 毒蝮三太夫
第9話に登場。勉の友人の板前。
時田
演 - 松澤一之
第14話に登場。愛のもと上司。
田中・原口
演 - 渡辺哲・春田純一
第39話に登場。愛の借金取り。
小山
演 - 森康子
神林クリニックの患者。

### 第8シリーズ
ケン、シュウ
演 - 桑原和星・小田マナブ
第43話、第45話に登場。壮太が勤めるホストクラブの先輩ホスト。壮太への女性客からの貢がせぶりを妬む。

### 第9シリーズ
司会者
演 - 安住紳一郎
最終話に登場。大阪で開催される「おやじバンド・フェスティバル」の司会を務める。
矢野一平
演 - 佐々木一哲　
第31話に登場。「矢野テーラー」の主人。「あけぼのばし商店街秋の大感謝祭」におやじバンドが出る際の衣装を仕立てた。
園児の母
演 - 辻しのぶ
第1話に登場。

### 最終シリーズ
「幸楽」の客
演 - 杉村暁、ふくまつみ、まつおか晶、辻しのぶ、佐藤銀平、古川真司など
「幸楽」ラーメン屋台の客
演 - 有村圭助、菊口富雅
第5話・第6話に登場。
警備員
演 - 大木サブロー
第5話に登場。
介護ヘルパー
演 - 奈良崎まどか
第9話に登場。道隆の介護担当。
高山、野口
演 - 林和義、佐川和正
第12話に登場。「幸楽」餃子の材料の仕入れ担当。
時田
演 - 城全能成
第14話に登場。
港 弘子
声 - 島岡花
第14話に登場。声のみ。
マリ、剛
演 - 本田望結、内野高彰
第15話に登場。北川保育園の園児。
小山医師
演 - 唐木ちえみ
第17話に登場。葉子を診察する医師。
小津、和歌子
演 - 別府康男、鴫原桂
第19話に登場。写真屋。
パーティ会場の女性
演 - 梶原麻莉子、文月ユウ
第19話に登場。
曙橋信用金庫の銀行員
演 - まいど豊（第20話）、藤原邦章、田村義晃、白倉慎介（最終回）
おやじバンドのファン、「幸楽」に来た女子高生
演 - 平野佑香、櫻井結衣、山﨑二千愛
第28話に登場。
医師
演 - 二宮聡
第30話に登場。眞の主治医。
北川保育園の園児の保護者
演 - 東海林梨紗、吉澤紫月
第33話に登場。
「曙橋七夕フェスティバル」の進行係
演 - 佐藤祐一
第37話に登場。
「夏休みCOOK-1グランプリ」の司会者
演 - 安東弘樹
第44話に登場。
谷村
演 - 伊東孝明
第44話に登場。テレビ局ディレクター。
「おかくら」をリポートするアナウンサー
演 - 江藤愛
第44話に登場。
曙リフォームの職人
演 - 大木イチロー
最終回に登場。

### ただいま!!2週連続スペシャル 前後編(2012)
「幸楽」の客
演 - 佐々木一哲など

### 2019年
末永政義(弁護士)
演 - 松村雄基
立川志乃
演 - いまむらいずみ
立川孝
演 - 伊東孝明
介護士　弘子
演 - 市丸和代